# Thiên Tân
Thiên Tân (tiếng Trung: 天津; bính âm: Tiānjīn; phát âm Quan thoại: [tʰjɛ́ntɕín]), giản xưng Tân (津); là một trực hạt thị, đồng thời là thành thị trung tâm quốc gia và thành thị mở cửa ven biển lớn nhất ở phía bắc của Trung Quốc. Năm 2018, Thiên Tân là đơn vị hành chính (gồm 04 thành phố trực thuộc trung ương, 22 tỉnh, 05 khu tự tri dân tộc và 02 đặc khu hành chính) đông thứ hai mươi bảy về số dân, đứng thứ mười chín về dân số Trung Quốc với 15,5 triệu dân,  tương đương với Somalia và GDP đạt 1.881 tỉ NDT (284,2 tỉ USD) tương ứng với Bangladesh. Thiên Tân có chỉ số GDP đầu người đứng thứ ba Trung Quốc, chỉ sau Bắc Kinh và Thượng Hải, đạt 120.711 NDT (tương đương 18.241 USD).
Thiên Tân nằm trên bình nguyên Hoa Bắc, là nơi các chi lưu của Hải Hà hợp lưu với nhau, giáp với Bột Hải ở phía đông và dựa vào Yên Sơn ở phía bắc. Hải Hà chảy uốn lượn qua trung tâm đô thị của thành phố, các cây cầu bắc qua Hoài Hà hình thành nên cảnh tượng "nhất kiều nhất cảnh" cho Thiên Tân.
Từ thời cổ, Thiên Tân đã trở nên hưng thịnh nhờ vào vận tải đường thủy. Ngày 23 tháng 12 năm 1402, thành Thiên Tân chính thức được xây dựng, là thành thị duy nhất có thời gian xây thành chính xác vào thời cổ tại Trung Quốc. Kể từ năm 1860, sau khi Thiên Tân trở thành một cảng thông thương với ngoại quốc, nhiều nước phương Tây đã lập tô giới tại Thiên Tân. Bên cạnh đó, Dương Vụ phái (洋务派) cũng lập ra các thể chế kinh tế tại Thiên Tân, khiến Thiên Tân trở thành tiền tuyến mở cửa ở phương Bắc Trung Quốc và là căn cứ của Dương Vụ vận động (洋务运动) vào thời cận đại ở Trung Quốc. Với vị thế là nơi tiên phong, Thiên Tân vào thời cận đại có nền công nghiệp, thương nghiệp, tài chính phát triển nhanh chóng. Khi đó, Thiên Tân là nơi tiến hành "hiện đại hóa" quân sự, và là một trong những nơi đầu tiên tại Trung Quốc có đường sắt, điện báo, điện thoại, bưu chính, khai mỏ, giáo dục và tư pháp cận đại. Đương thời, Thiên Tân trở thành thành thị công thương nghiệp lớn thứ hai và trung tâm tài chính lớn nhất tại phía bắc Trung Quốc
Ngày 22 tháng 3 năm 2006, Quốc vụ viện Trung Quốc đã phê duyệt "Quy hoạch tổng thể thành phố Thiên Tân", theo đó Thiên Tân sẽ trở thành một thành phố cảng quốc tế, một trung tâm kinh tế phương Bắc và một thành phố sinh thái. Ngoài ra, còn đưa sự phát triển và mở cửa của tân khu Tân Hải vào trong chiến lược phát triển quốc gia của Trung Quốc, biến Thiên Tân thành cực tăng trưởng thứ ba của kinh tế Trung Quốc.

## Lịch sử

### Cổ đại
Thiên Tân nằm trên vùng đồng bằng phù sa do sông Hoàng Hà bồi đắp vào thời Cổ đại, trước khi sông chuyển dòng về phía nam như ngày nay. Vào thời cổ, Hoàng Hà từng ba lần đổi dòng để đổ ra biển tại phụ cận Thiên Tân: đổ ra biển ở phụ cận huyện Ninh Hà vào 3000 năm trước, đổ ra biển tại phụ cận Hoàng Hoa vào thời Tây Hán, đổ ra biển tại nam thành Thiên Tân vào thời Bắc Tống. Đến thời nhà Kim, Hoàng Hà đổi dòng về phía nam, bờ biển Thiên Tân ổn định. Muộn nhất là trong thời Chiến Quốc, ở khu vực Thiên Tân đã có các cư dân lao động và sinh sống đầu tiên. Thời Tây Hán, Hán Vũ Đế đã thiết lập diêm quan tại Vũ Thanh. Thời nhà Tùy, Đại Vận Hà khai thông, khiến cho nơi giao nhau giữa Bắc Vận Hà và Nam Vận Hà, Tam Xóa Hà Khẩu (三岔河口), trở thành nơi phát sinh sớm nhất của Thiên Tân. Thời nhà Đường, đã mở ruộng muối tại Lô Đài, lập kho muối tại Bảo Trì. Từ sau thời Trung Đường, Thiên Tân trở thành bến tiếp nhận các vật tư như lương thực và tơ lụa từ phương Nam vận chuyển lên phương Bắc. Thời Tống-Liêu, Hải Hà từng là sông ranh giới, phía bắc sông là đất Liêu, phía nam sông là đất Tống. Thời Tống, ở phía nam Hải Hà, triều Tống cho thiết lập rất nhiều cứ điểm quân sự, như: Nam Hà, Sa Qua, Độc Lưu để đề phòng quân Liêu tiến xuống phía nam. Thời nhà Kim, triều đình đã cho thiết lập trọng trấn "Trực Cô trại" tại Tam Xóa Khẩu, đương thời khu vực phụ cận Thiên hậu cung đã hình thành đường phố. Thời nhà Nguyên, vận chuyển đường biển được khai thông, Trực Cô trở thành trung tâm vận chuyển đường thủy, có tiếp vận thính và kho lương, Thiên Hậu cung cũng được xây dựng. Năm Diên Hựu thứ 3 (1316), tại Trực Cô đã thiết lập "Hải Tân trấn", là trọng trấn quân sự và trung tâm vận chuyển đường thủy đương thời. Thời nhà Minh, khi Yên vương Chu Lệ tranh đoạt ngôi vị với người cháu là Minh Huệ Đế, đã vượt sông tại khu vực Thiên Tân để tiến về phía nam. Năm Vĩnh Lạc thứ hai (1404), Minh Thành Tổ Chu Lệ đã ban tên gọi "Thiên Tân", có ý là Thiên tử vượt bến sông, xây thành thiết lập Thiên Tân vệ. Cùng với việc nhân khẩu gia tăng và thương nghiệp phát triển, triều đình nhà Minh liên tiếp thiết lập quan nha, xây trường học, đưa các vùng đất bên ngoài vào phạm vi thuộc thẩm quyền của Thiên Tân. Thời nhà Thanh, Thiên Tân được đổi từ vệ thành châu, rồi được thăng từ châu thành phủ. Cuối thời Thanh, Thiên Tân là trú địa của Trực Lệ tổng đốc, trở thành căn cứ của Lý Hồng Chương và Viên Thế Khải trong việc thiết lập Dương Vụ vận động và phát triển thế lực Bắc Dương.

### Mở cửa thông thương cuối thời Thanh

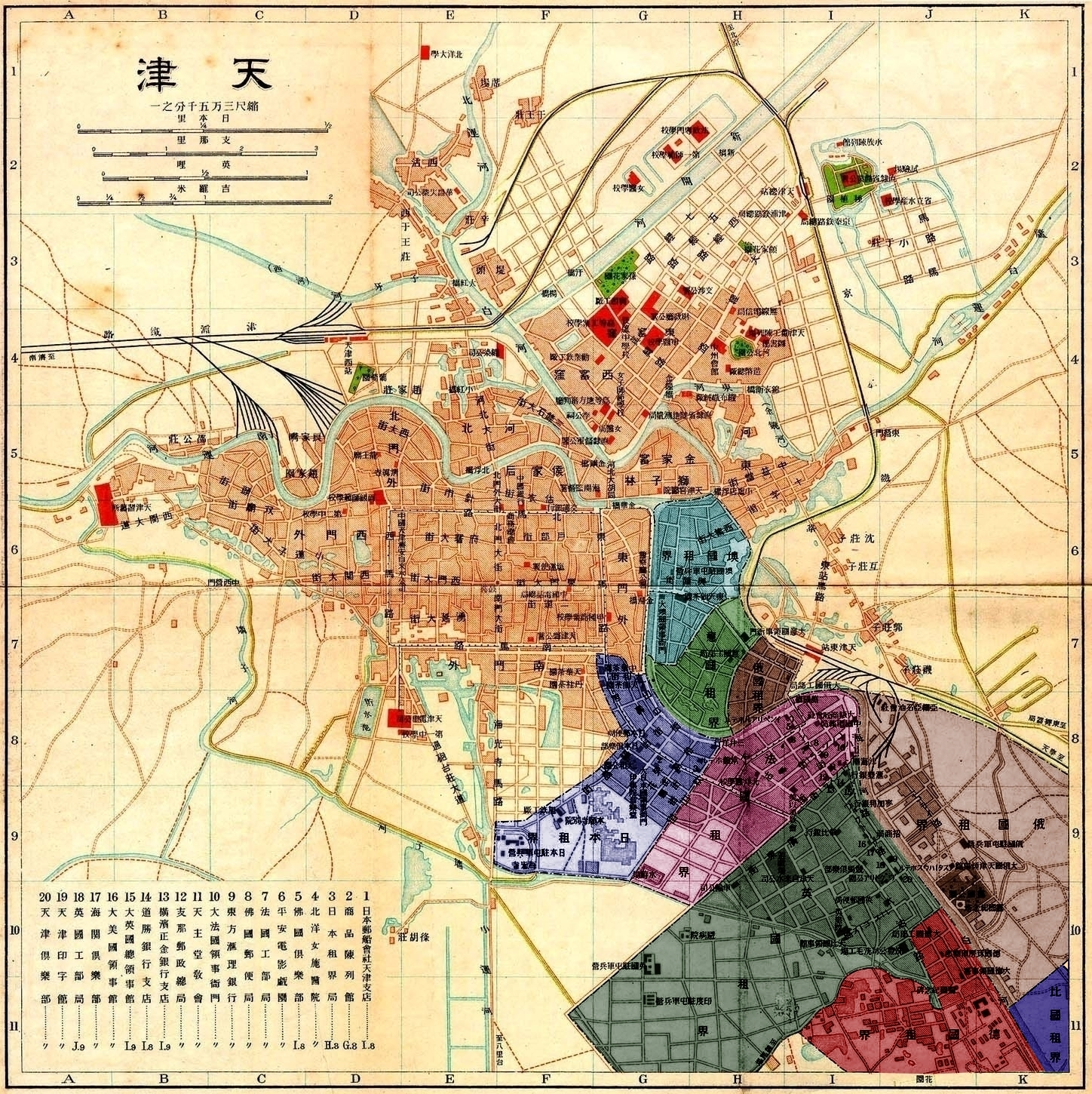
Tô giới Hungary tại Thiên Tân
Tô giới Ý tại Thiên Tân
Tô giới Nga tại Thiên Tân
Tô giới Bỉ tại Thiên Tân
Tô giới Nhật tại Thiên Tân
Tô giới Pháp tại Thiên Tân
Tô giới Anh tại Thiên Tân
Tô giới Đức tại Thiên Tân

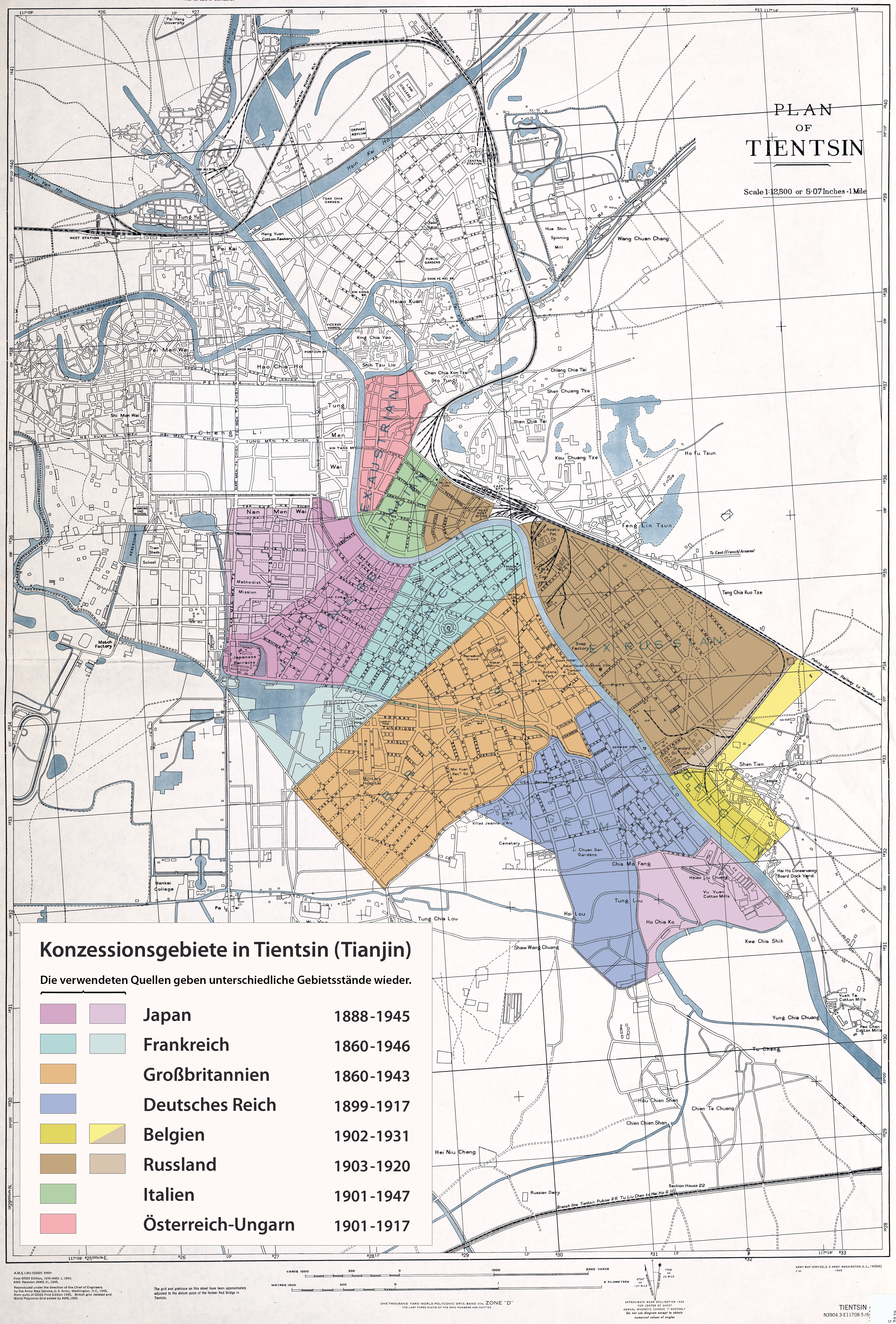

Từ trước khi mở cửa thông thương với ngoại quốc, đặc biệt là trong thời gian xảy ra Chiến tranh Nha phiến lần thứ hai, các cường quốc phương Tây đã từng nhiều lần phát động chiến tranh nhằm chiếm đóng Đại Cô Khẩu- cửa sông của Hải Hà. Ngày 20 tháng 5 năm 1858, liên quân Anh-Pháp đổ bộ vào mặt bên của pháo đài, quân Thanh bắn pháo phản kích, sát thương gần một trăm binh sĩ liên quân. Tuy nhiên, do Trực Lệ tổng đốc Đàm Đình Tương (谭廷襄) từ bỏ chạy trốn, khiến cho pháo đài nam bắc liên tiếp bị công chiếm. Triều đình nhà Thanh bí bách, đã phân biệt ký vào Điều ước Thiên Tân với bốn nước Nga, Anh, Pháp, Mỹ. Ngày 20 tháng 6 năm 1859, công sứ ba nước Anh-Pháp-Mỹ đến ngoài Đại Cô Khẩu, được triều đình Thanh yêu cầu vào bờ tại Bắc Đường, rồi được quân Thanh bảo vệ đến Bắc Kinh hoán ước. Liên quân Anh-Pháp cự tuyệt, tấn công Đại Cô Khẩu, mở đầu cho chiến tranh Đại Cô Khẩu lần thứ hai, quân Thanh bắn pháo phản kích, đánh chìm 4 chiếc quân hạm của liên quân Anh-Pháp, quân Anh-Pháp bị tổn thất nặng nề và phải triệt thoái. Đây là một chiến thẳng hiếm hoi trước ngoại bang của quân Thanh vào mạt kỳ của triều đại này. Ngày 1 tháng 8 năm 1860, liên quân Anh-Pháp huy động hơn 30 quân hạm với đội quân lục chiến gồm 5.000 người đổ bộ thuận lợi vào vùng phụ cận Bắc Đường, mở đầu chiến tranh Đại Cô Khẩu lần thứ ba, liên tục công hạ các pháo đài Tân Hà, Đường Cô và Đại Cô Khẩu Bắc. Hàm Phong hoàng đế hạ lệnh bỏ pháo đài Nam, đám quân Thanh còn lại triệt thoái về thành Thiên Tân, Đại Cô Khẩu thất thủ.
Ngày 24 tháng 10 năm 1860, triều đình nhà Thanh cùng Anh-Pháp đã ký kết điều ước Bắc Kinh. Chín cường quốc gồm Anh, Mỹ, Pháp, Đức, Nhật, Nga, Ý, Áo-Hung, Bỉ trước sau đã thiết lập tô giới tại Thiên Tân, tiến hành cải tạo đất trong các tô giới, nạo vét Hải Hà, cải thiện hoàn cảnh đầu tư của Thiên Tân. Thiên Tân dần dần trở thành tiền tuyến mở cửa ở phương Bắc Trung Quốc và là căn cứ của Dương Vụ vận động (洋务运动) vào thời cận đại ở Trung Quốc. Khi đó, Thiên Tân là nơi tiến hành "hiện đại hóa" quân sự, và là một trong những nơi đầu tiên tại Trung Quốc có đường sắt, điện báo, điện thoại, bưu chính, khai mỏ, giáo dục và tư pháp cận đại. Ngày 5 tháng 7 năm 1900, liên quân tám nước công chiếm Thiên Tân, sau đó tiến hành hai năm thống trị thực dân tại Thiên Tân, và đến năm 1901 thì họ đã ra lệnh phá bỏ tường thành Thiên Tân. Năm Quang Tự thứ 29 (1903), Trực Lệ tổng đốc kiêm Bắc Dương thông thương đại thần Viên Thế Khải đã bắt đầu cho phát triển các khu đô thị mới tại bờ bắc Hải Hà ở Thiên Tân, tức Hà Bắc tân khu, áp dụng cách quy hoạch thành thị hiện đại phương Tây, còn được gọi là "Bắc Dương tân thành".

### Thời kỳ Dân Quốc
Tháng 3 năm 1912, Viên Thế Khải nhậm chức đại tổng thống của Trung Hoa Dân Quốc, chính phủ Bắc Dương được thành lập. Ngày 1 tháng 7 cùng năm, Thiên Tân huyện thự bị bãi bỏ, các cơ cấu trực thuộc được đưa sang cho Thiên Tân phủ tiếp quản. Tháng 4 năm 1913, khôi phục Thiên Tân huyện, bãi bỏ Thiên Tân phủ. Huyện thự được thiết lập tại phủ thự trước đó, sau đổi tên thành Thiên Tân huyện hành chính công thự. Ngày 20 tháng 10 năm 1916, Pháp công khai bắt bớ cảnh sát Trung Quốc, mưu tính chiếm Lão Tây Khai. Người dân Thiên Tân hợp thành "Duy trì quốc quyền quốc thổ hội", vài nghìn người tiến hành thị uy. Sau này, do thỏa hiệp của chính phủ Bắc Dương, Lão Tây Khai trở thành nơi Trung-Pháp cùng quản lý, lịch sử gọi là "sự kiện Lão Tây Khai". Ngày 14 tháng 3 năm 1914, chính phủ Trung Quốc tuyên chiến với Đế quốc Đức và Đế quốc Áo-Hung trong chiến tranh Thế giới lần thứ nhất, quân đội và cảnh sát Trung Quốc tiến vào thu phục tô giới Đức và tô giới Áo tại Thiên Tân. Tháng 6 năm 1923, Lê Nguyên Hồng từng tuyên bố di dời chính phủ Quốc dân đến Thiên Tân, thực tế là tại tô giới Anh tại Thiên Tân, thiết lập nơi chiêu đãi nghị viên, khiến cho tô giới Anh tại Thiên Tân trong một thời gian đã trở thành nơi trú chân của đại tổng thống Dân Quốc.
Tháng 6 năm 1928, Quốc dân Cách mạng quân chiếm lĩnh Thiên Tân, chính phủ Quốc dân Nam Kinh thiết lập thành phố đặc biệt Thiên Tân và thành lập chính phủ thành phố đặc biệt Thiên Tân. Tháng 6 năm 1930, thành phố đặc biệt Thiên Tân chuyển sang thuộc quyền quản lý trực tiếp của Hành chính viện thuộc Chính phủ Quốc dân Nam Kinh. Tháng 11 cùng năm, do thủ phủ của tỉnh Hà Bắc được chuyển từ Bắc Bình đến Thiên Tân, Thiên Tân lại trở thành một thành phố thuộc tỉnh; tháng 6 năm 1935, thủ phủ Hà Bắc được chuyển đến Bảo Định, Thiên Tân được khôi phục là một thành phố trực thuộc chính phủ Trung ương.

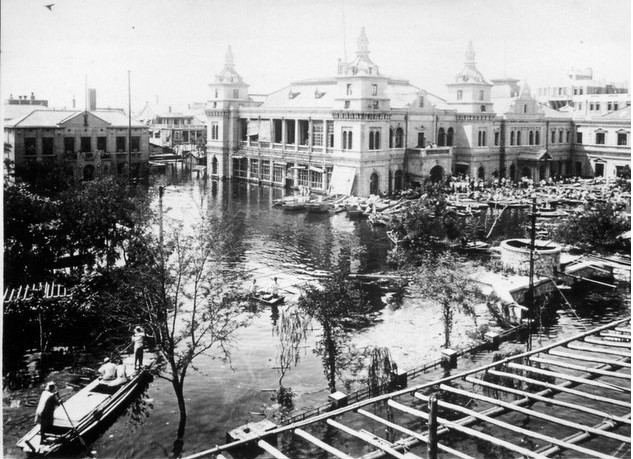
Ngập lụt ở tô giới Nhật tại Thiên Tân vào năm 1939

Sau sự kiện Lư Câu Kiều vào ngày 7 tháng 7 năm 1937, Thiên Tân ngay lập tức chìm trong ngọn lửa chiến tranh. Ngày 29 tháng 7, quân Nhật Bản đã phái phi cơ đến oanh tạc Thiên Tân. Ngày 30 tháng 7, quân Nhật Bản chiếm lĩnh Thiên Tân, thành lập "Hội duy trì trị an thành phố Thiên Tân", bổ nhiệm Cao Lăng Úy làm ủy viên trưởng. Ngày 17 tháng 12 cùng năm, đổi thành "công thự đặc biệt thành phố Thiên Tân". Ngày 9 tháng 4 năm 1939, giám đốc hải quan Thiên Tân mới nhậm chức là Trình Tích Canh (程锡庚) thuộc phái thân Nhật đã bị những người kháng Nhật ám sát tại tô giới Anh ở Thiên Tân, dẫn đến tranh chấp ngoại giao giữa Anh Quốc và Nhật Bản. Từ ngày 14 tháng 6 cùng năm, quân Nhật Bản tiến hành phong tỏa vũ trang tô giới Anh và tô giới Pháp tại Thiên Tân trong suốt một năm. Sau khi bùng phát chiến tranh Thái Bình Dương, quân Nhật Bản tiến chiếm tô giới Anh tại Thiên Tân. Tháng 8 đến tháng 10 cùng năm, Thiên Tân xảy ra lụt lội, khiến cho 80% diện tích khu vực đô thị của thành phố bị ngập. Ngày 14 tháng 8 năm 1945, Nhật Bản đầu hàng vô điều kiện, chính phủ Trung Hoa Dân Quốc thu phục Thiên Tân cùng tô giới các nước tại Thiên Tân. Ngày 30 tháng 9, đội hải quân lục chiến Hoa Kỳ gồm hơn 20.000 lính đã đổ bộ tại khu vực Đường Cô, đến ngày 8 tháng 10, tại quảng trường trước cửa bộ Tư lệnh quân Mỹ trú tại Thiên Tân, đã cử hành nghi thức quân Nhật ký vào bản đầu hàng. Sau khi nội chiến Quốc-Cộng bùng phát, vào ngày 29 tháng 11 năm 1948, chiến dịch Bình Tân bắt đầu. Từ ngày 2 tháng 1 năm 1949, 340.000 quân Cộng sản tham dự chiến dịch Bình Tân đã tập kết quanh Thiên Tân, sang ngày 14 tháng 1 thì tiến hành tổng công kích, trải qua 29 giờ chiến đấu đã đánh bại Quốc quân Trung Hoa Dân Quốc, nắm giữ toàn bộ Thiên Tân.

### Đương đại
Trong khoảng thời gian từ năm 1949 đến tháng 2 năm 1958, Thiên Tân là một thành phố trực thuộc Trung ương. Ngày 11 tháng 2 năm 1958, do "Đại nhảy vọt" và các cơ sở công nghiệp hùng hậu tại Thiên Tân, thành phố được sáp nhập vào tỉnh Hà Bắc, Tỉnh lị Hà Bắc được đặt tại Thiên Tân trong vòng 8 năm, trong thời gian này một lượng lớn công xưởng và học hiệu được di chuyển ra các nơi khác tại Hà Bắc, điều này có ảnh hưởng bất lợi đến sự phát triển kinh tế của thành phố. Ngày 2 tháng 1 năm 1967, do "bị chiến, bị hoang" và lo ngại rằng Thiên Tân sẽ trở thành chiến trường, tỉnh Hà Bắc đã dời tỉnh lị về Bảo Định, Thiên Tân khôi phục vị thế là một thành phố trực thuộc Trung ương, duy trì cho đến nay.
Ngày 28 tháng 7 năm 1976, đã xảy ra trận động đất Đường Sơn có cường độ 7,8 độ richter, Thiên Tân phải hứng chịu các sóng địa chấn gây ra thiệt hại. Trận động đất đã khiến 24.345 cư dân thành phố tử vong, 21.497 cư dân thành phố trọng thương. Trên 60% công trình kiến trúc toàn thành phố chịu sự phá hoại của động đất, gần 700.000 người mất nhà cửa. Trận động đất khiến nền công nghiệp Thiên Tân chịu tổn thất nghiêm trọng, trên 30% xí nghiệp bị phá hoại ở mức độ nghiêm trọng. Đồng thời, hồ chứa Bắc Đại Cảng và hồ chứa Vu Kiều cũng bị động đất phá hoại nghiêm trọng. Năm 1981, hồ chứa Mật Vân đã được xây dựng trên thượng du Hải Hà thuộc Bắc Kinh nhằm cung cấp nước cho thủ đô, con sông không còn là nguồn cung cấp nước cho Hà Bắc và Thiên Tân nữa, khiên hai địa phương này gặp phải khó khăn. Cùng năm, Quốc vụ viện Trung Quốc quyết định cho xây dựng công trình "dẫn Loan nhập Tân", vấn đề cung cấp nước cho Thiên Tân cuối cùng đã được giải quyết.
Năm 1984, vào đầu cải cách mở cửa, Thiên Tân được Quốc vụ viện xác định là một trong 14 thành phố mở cửa ven biển của Trung Quốc, kinh tế bắt đầu phát triển nhanh chóng. Năm 1994, Thiên Tân bắt đầu chiến lược di chuyển về phía đông đối với ngành công nghiệp, xây dựng tân khu Tân Hải. Tháng 10 năm 2005, một hội nghị của Đảng Cộng sản Trung Quốc đã quyết định đưa sự phát triển mở cửa của tân khu Tân Hải vào trong quy hoạch 5 năm lần thứ 11 và chiến lược phát triển quốc gia. Ngày 22 tháng 3 năm 2006, hội nghị Thường vụ Quốc vụ viện đã xác định vị thế của Thiên Tân là thành phố cảng quốc tế, trung tâm kinh tế phương Bắc, thành phố sinh thái. Do đó việc cạnh tranh vị thế trung tâm kinh tế phương bắc giữa Bắc Kinh và Thiên Tân cuối cùng đã kết thúc.

## Địa lý

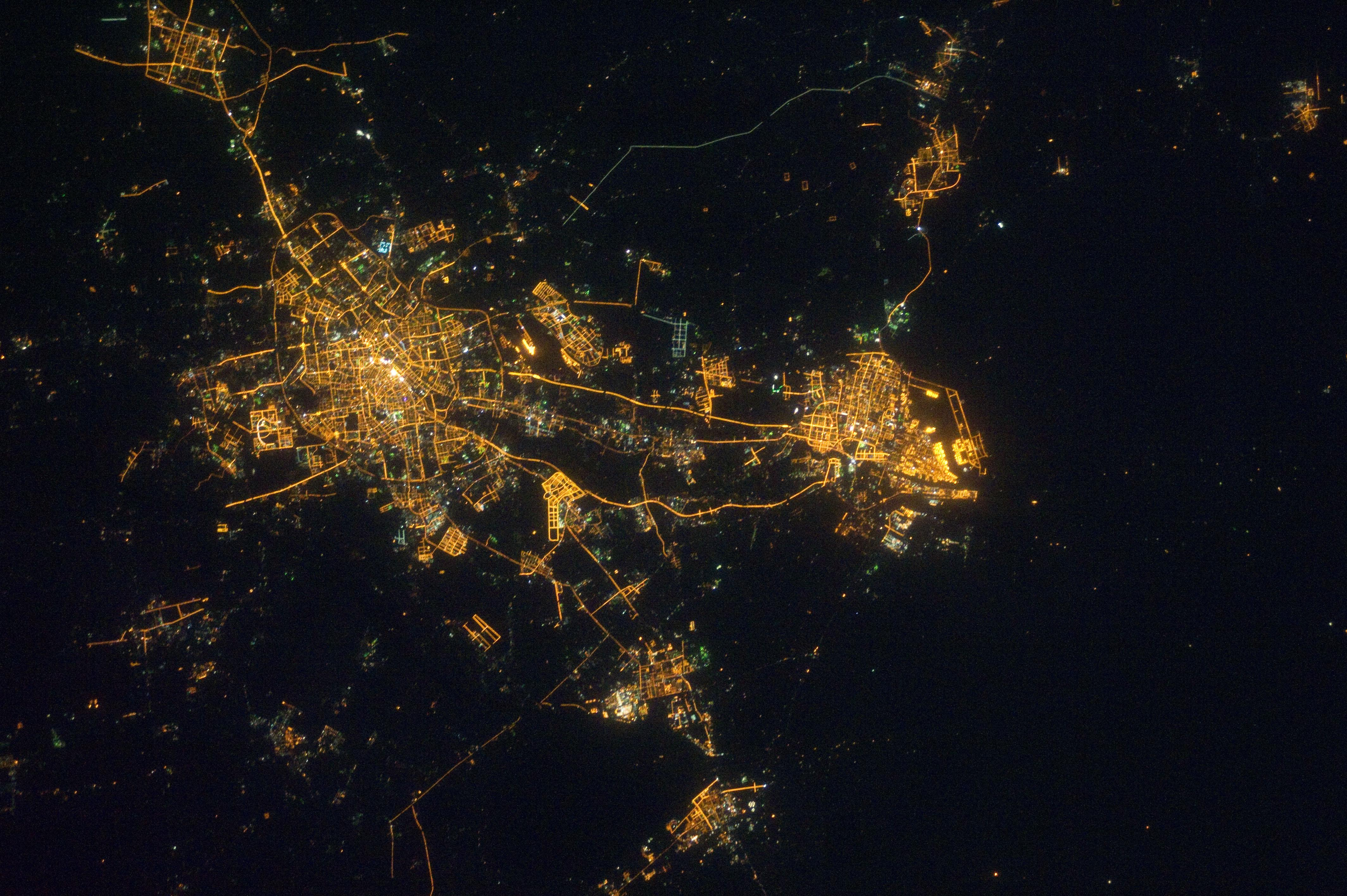
Thiên Tân nhìn từ vệ tinh, 2011

### Vị trí
Thiên Tân có tọa độ giới hạn trong 116°43′-118°04' độ kinh Đông, 38°34′-40°15′ độ vĩ Bắc, cách thủ đô Bắc Kinh 120 km về phía bắc-tây bắc, giáp với các địa cấp thị Đường Sơn, Thừa Đức, Lang Phường, Thương Châu của tỉnh Hà Bắc. Tổng diện tích của thành phố là 11.860,63 km²., với 153 km đường bờ biển, 1137,48 km đường ranh giới trên đất liền

### Địa mạo, địa chất
Thiên Tân có địa thế chủ yếu là đồng bằng và đất trũng, vùng đồng bằng bồi tích có diện tích 11.192,7 km², ước tính chiếm 93% tổng diện tích của thành phố Bắc bộ Thiên Tân là có các núi thấp và gò đồi, thấp dần từ bắc xuống nam, thuộc khu vực quá độ từ dãy núi Yên Sơn xuống bình nguyên Tân Hải. Đông nam Thiên Tân là vịnh Bột Hải, độ cao trung bình là 3,5 mét so với mực nước biển, là vùng thấp nhất tại bình nguyên Hoa Bắc, cũng là thành thị ven biển có cao độ so với mực nước biển thấp nhất tại Trung Quốc. Điểm cao nhất của Thiên Tân là Cửu Đính Sơn thuộc huyện Kế với cao độ 1078,5 mét so với mực nước biển. Thảm thực vật của Thiên Tân bao gồm: rừng lá kim, rừng hỗn giao lá rộng và lá kim, rừng lá rộng rụng lá, đám cây bụi, đồng cỏ, thực vật diêm sinh, thực vật đầm lầy, thực vật thủy sinh, thực vật sa sinh, rừng trồng và các loại cây trồng. Ở khu vực đô thị của Thiên Tân, bạch mao dương từng là cây xanh chủ đạo, vì thế vào cuối xuân đầu hè xảy ra hiện tượng bông từ của hoa loài cây này bay lơ lửng. Lịch sử địa chất Thiên Tân đã có trên 3 tỷ năm, phát triển từ liên đại Thái cổ đến kỷ Đệ Tứ thì hình thành địa mạo ngày nay, với ba giai đoạn. Đặc biệt, môi trường cổ địa lý ở huyện Kế có các đặc điểm dộc đáo, có nhiều loại hình di tích địa chất trên vùng núi bắc bộ, phân bố rộng, có giá trị lớn. Công viên địa chất quốc gia đầu tiên của Trung Quốc là công viện địa chất quốc gia huyện Kế Thiên Tân.

### Thủy văn

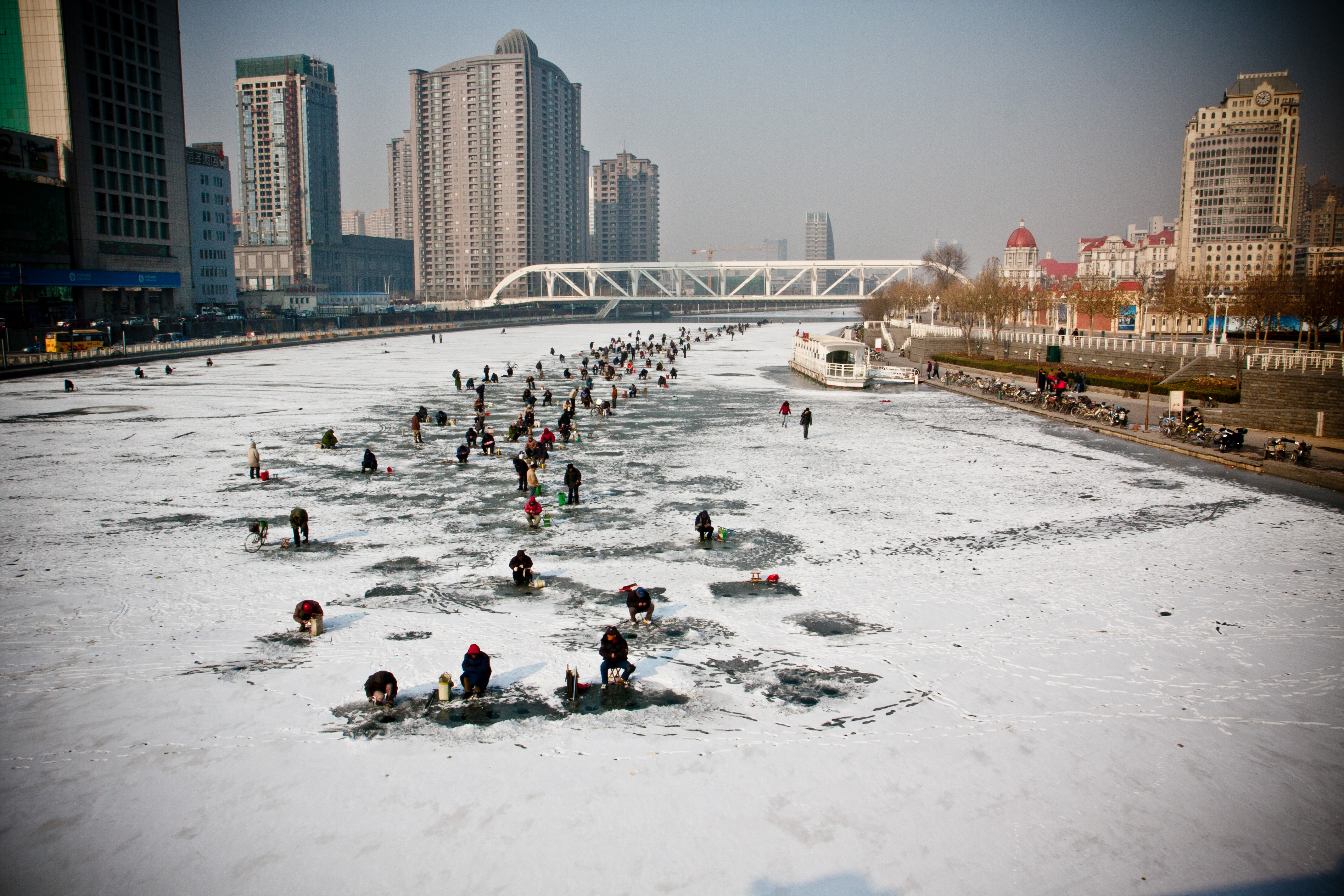
Câu cá trên mặt sông đóng băng của Hải Hà vào mùa đông, tháng 12 năm 2010 tại Thiên Tân

Thiên Tân nằm ở hạ du lưu vực Hải Hà, là nơi năm chi lưu lớn: Nam Vận Hà (南运河), Bắc Vận Hà (北运河), Tử Nha Hà (子牙河), Đại Thanh Hà (大清河), Vĩnh Định Hà (永定河) hợp lưu rồi đổ ra biển. Dòng chính của Hải Hà chảy qua trung bộ Thiên Tân, chiều dài từ Tam Xóa Hà đến cửa sông là 73 km, Hài Hà được xem là "sông mẹ" của Thiên Tân. Thành phố nằm ở phía bắc của Đại Vận Hà, kết nối giữa sông Hoàng Hà và sông Dương Tử. Đô thị nói chung là phẳng, và đầm lầy gần bờ biển, nhưng có nhiều đồi núi ở cực bắc thành phố.
Thiên Tân nằm ở phía tây vùng biển Bột Hải, bờ biển dài 153 km nhìn ra các tỉnh Sơn Đông và Liêu Ninh gần đó. Tài nguyên hải dương của Thiên Tân bao phủ một khu vực có diện tích hơn 370 km², có tài nguyên đất bùn ven biển, có nhiều tài nguyên sinh vật phù du, sinh vật trôi, sinh vật đáy, sinh vật bãi triều. Ngoài ra, lợi dụng tài nguyên nước biển, Thiên Tân đã trở thành vùng sản xuất muối nổi tiếng từ xưa đến nay, có diêm trường lớn nhất Trung Quốc là diêm trường Trường Lô (长芦盐场), chiếm một phần tư tổng sản lượng muối biển của Trung Quốc. Trong những năm gần đây, công trình ngọt hóa nước biển đã giúp giải quyết vấn đề thiếu nước ngọt của đô thị Thiên Tân. Tài nguyên dầu khí hải dương của Thiên Tân phong phú, hiện đã phát hiện 45 cấu tạo có chứa dầu, trữ lượng rất khả quan.

### Khí hậu
Thiên Tân có vĩ độ trung trên đường bờ biển phía đông của đại lục Á-Âu, thuộc đới khí hậu ôn đới gió mùa, chủ yếu chịu ảnh hưởng của hoàn lưu gió mùa nên có bốn mùa phân biệt rõ rệt. Thành phố có mùa đông lạnh, nhiều gió và rất khô do ảnh hưởng từ áp cao Siberia, và mùa hè nóng, ẩm ướt do ảnh hưởng của gió mùa Đông Á. Mùa xuân ở thành phố khô và lộng gió, thỉnh thoảng nhìn thấy những cơn bão cát thổi từ sa mạc Gobi, có khả năng kéo dài trong vài ngày. Nhiệt độ trung bình hàng tháng 24 giờ dao động từ -3,4 °C (25,9 °F) vào tháng Giêng đến 26,8 °C (80,2 °F) vào tháng 7, với mức trung bình hàng năm là 12,90 °C (55,2 °F). Với tỷ lệ phần trăm ánh sáng mặt trời hàng tháng có thể dao động từ 48% trong tháng 7 đến 61% trong tháng 10, thành phố nhận được 2.522 giờ ánh nắng mặt trời hàng năm. Tổng lượng mưa trung bình hàng năm khá thấp khi chỉ đạt 511 mm (20,1 inch), và gần 3/5 lượng mưa xảy ra vào tháng 7 và tháng 8. Thành phố nằm trong vùng bán khô cằn, với một phần của đô thị có khí hậu lục địa ẩm ướt (Köppen Dwa / BSk, tương ứng).
Nhiệt độ cực hạn dao động từ -22.9 °C (-9 °F) đến 40.5 °C (105 °F). Bình quân mỗi năm thành phố có 196～246 ngày không có sương giá. Vấn đề ô nhiễm không khí của Thiên Tân khá nghiêm trọng, song căn cứ các nghiên cứu thì trong gần 10 năm nay, về mặt tổng thể thì mức độ ô nhiễm không khí đã ổn định.
| Dữ liệu khí hậu của Thiên Tân (trung bình vào 1981–2010, cực độ 1951–2014) | Dữ liệu khí hậu của Thiên Tân (trung bình vào 1981–2010, cực độ 1951–2014) | Dữ liệu khí hậu của Thiên Tân (trung bình vào 1981–2010, cực độ 1951–2014) | Dữ liệu khí hậu của Thiên Tân (trung bình vào 1981–2010, cực độ 1951–2014) | Dữ liệu khí hậu của Thiên Tân (trung bình vào 1981–2010, cực độ 1951–2014) | Dữ liệu khí hậu của Thiên Tân (trung bình vào 1981–2010, cực độ 1951–2014) | Dữ liệu khí hậu của Thiên Tân (trung bình vào 1981–2010, cực độ 1951–2014) | Dữ liệu khí hậu của Thiên Tân (trung bình vào 1981–2010, cực độ 1951–2014) | Dữ liệu khí hậu của Thiên Tân (trung bình vào 1981–2010, cực độ 1951–2014) | Dữ liệu khí hậu của Thiên Tân (trung bình vào 1981–2010, cực độ 1951–2014) | Dữ liệu khí hậu của Thiên Tân (trung bình vào 1981–2010, cực độ 1951–2014) | Dữ liệu khí hậu của Thiên Tân (trung bình vào 1981–2010, cực độ 1951–2014) | Dữ liệu khí hậu của Thiên Tân (trung bình vào 1981–2010, cực độ 1951–2014) | Dữ liệu khí hậu của Thiên Tân (trung bình vào 1981–2010, cực độ 1951–2014) |
| Tháng                                                                      | 1                                                                          | 2                                                                          | 3                                                                          | 4                                                                          | 5                                                                          | 6                                                                          | 7                                                                          | 8                                                                          | 9                                                                          | 10                                                                         | 11                                                                         | 12                                                                         | Năm                                                                        |
| -------------------------------------------------------------------------- | -------------------------------------------------------------------------- | -------------------------------------------------------------------------- | -------------------------------------------------------------------------- | -------------------------------------------------------------------------- | -------------------------------------------------------------------------- | -------------------------------------------------------------------------- | -------------------------------------------------------------------------- | -------------------------------------------------------------------------- | -------------------------------------------------------------------------- | -------------------------------------------------------------------------- | -------------------------------------------------------------------------- | -------------------------------------------------------------------------- | -------------------------------------------------------------------------- |
| Cao kỉ lục °C (°F)                                                         | 14.3 (57.7)                                                                | 20.8 (69.4)                                                                | 30.5 (86.9)                                                                | 33.1 (91.6)                                                                | 40.5 (104.9)                                                               | 39.6 (103.3)                                                               | 40.5 (104.9)                                                               | 37.4 (99.3)                                                                | 34.9 (94.8)                                                                | 30.8 (87.4)                                                                | 23.1 (73.6)                                                                | 14.4 (57.9)                                                                | 40.5 (104.9)                                                               |
| Trung bình ngày tối đa °C (°F)                                             | 2.0 (35.6)                                                                 | 5.7 (42.3)                                                                 | 12.2 (54.0)                                                                | 20.9 (69.6)                                                                | 26.5 (79.7)                                                                | 30.2 (86.4)                                                                | 31.3 (88.3)                                                                | 30.5 (86.9)                                                                | 26.6 (79.9)                                                                | 19.9 (67.8)                                                                | 10.6 (51.1)                                                                | 3.8 (38.8)                                                                 | 18.4 (65.1)                                                                |
| Trung bình ngày °C (°F)                                                    | −3.4 (25.9)                                                                | −0.1 (31.8)                                                                | 6.4 (43.5)                                                                 | 14.7 (58.5)                                                                | 20.5 (68.9)                                                                | 24.8 (76.6)                                                                | 26.8 (80.2)                                                                | 25.9 (78.6)                                                                | 21.1 (70.0)                                                                | 14.1 (57.4)                                                                | 5.2 (41.4)                                                                 | −1.2 (29.8)                                                                | 12.9 (55.2)                                                                |
| Tối thiểu trung bình ngày °C (°F)                                          | −7.4 (18.7)                                                                | −4.4 (24.1)                                                                | 1.7 (35.1)                                                                 | 9.3 (48.7)                                                                 | 15.1 (59.2)                                                                | 20.0 (68.0)                                                                | 22.9 (73.2)                                                                | 22.2 (72.0)                                                                | 16.7 (62.1)                                                                | 9.4 (48.9)                                                                 | 1.1 (34.0)                                                                 | −5 (23)                                                                    | 8.5 (47.3)                                                                 |
| Thấp kỉ lục °C (°F)                                                        | −18.1 (−0.6)                                                               | −22.9 (−9.2)                                                               | −17.7 (0.1)                                                                | −2.8 (27.0)                                                                | 4.5 (40.1)                                                                 | 10.1 (50.2)                                                                | 16.2 (61.2)                                                                | 13.7 (56.7)                                                                | 6.2 (43.2)                                                                 | −2.2 (28.0)                                                                | −11.4 (11.5)                                                               | −16.2 (2.8)                                                                | −22.9 (−9.2)                                                               |
| Lượng Giáng thủy trung bình mm (inches)                                    | 2.4 (0.09)                                                                 | 3.6 (0.14)                                                                 | 8.1 (0.32)                                                                 | 22.1 (0.87)                                                                | 37.3 (1.47)                                                                | 80.6 (3.17)                                                                | 148.8 (5.86)                                                               | 124.1 (4.89)                                                               | 44.6 (1.76)                                                                | 26.3 (1.04)                                                                | 10.7 (0.42)                                                                | 2.8 (0.11)                                                                 | 511.4 (20.13)                                                              |
| Số ngày giáng thủy trung bình (≥ 0.1 mm)                                   | 1.6                                                                        | 2.0                                                                        | 3.1                                                                        | 4.5                                                                        | 5.9                                                                        | 7.8                                                                        | 11.1                                                                       | 9.4                                                                        | 6.0                                                                        | 4.7                                                                        | 2.9                                                                        | 2.0                                                                        | 61.0                                                                       |
| Độ ẩm tương đối trung bình (%)                                             | 57                                                                         | 54                                                                         | 51                                                                         | 50                                                                         | 55                                                                         | 64                                                                         | 75                                                                         | 76                                                                         | 69                                                                         | 64                                                                         | 61                                                                         | 59                                                                         | 61                                                                         |
| Số giờ nắng trung bình tháng                                               | 170.1                                                                      | 170.2                                                                      | 202.4                                                                      | 223.8                                                                      | 249.0                                                                      | 226.9                                                                      | 206.4                                                                      | 204.4                                                                      | 205.3                                                                      | 196.1                                                                      | 163.0                                                                      | 157.6                                                                      | 2.375,2                                                                    |
| Nguồn: Cục Khí tượng Trung Quốc                                            |                                                                            |                                                                            |                                                                            |                                                                            |                                                                            |                                                                            |                                                                            |                                                                            |                                                                            |                                                                            |                                                                            |                                                                            |                                                                            |

## Chính trị

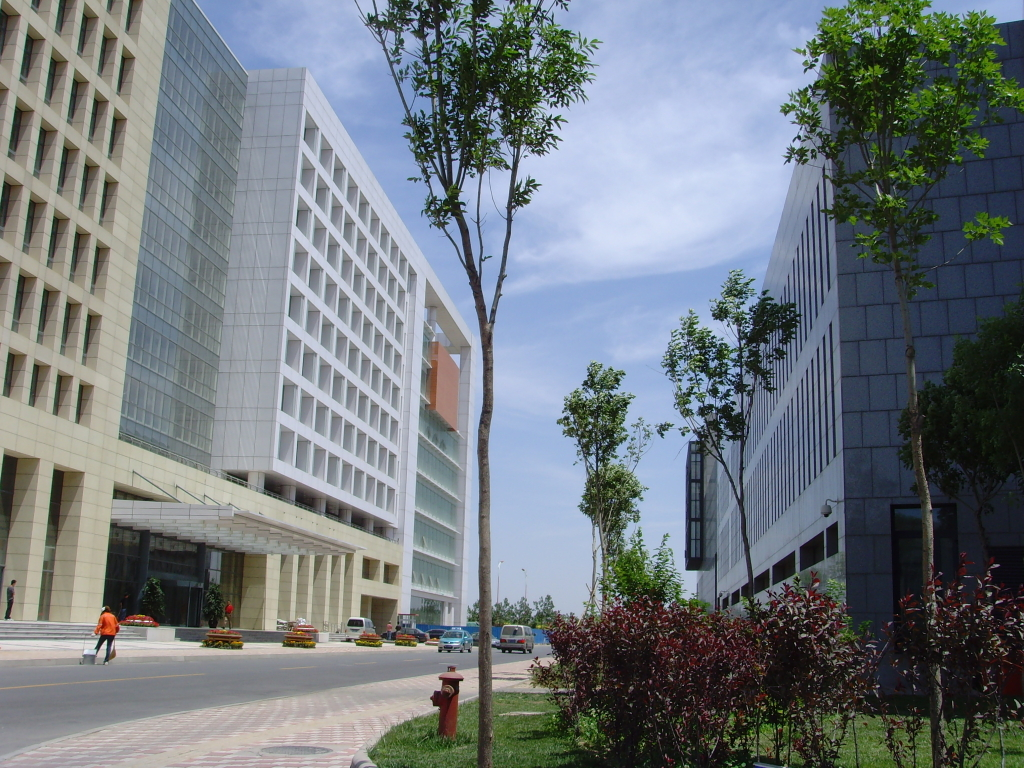
Công viên Công nghệ hàng không ở quận Đông Lệ

Chính trị của Thiên Tân được cấu trúc trong một hệ thống chính quyền đôi đảng giống như tất cả các cơ quan chính quyền khác ở Trung Quốc đại lục.
Quản lý hành chính thành phố Thiên Tân là Chính phủ Nhân dân thành phố Thiên Tân, lãnh đạo bởi Thị trưởng Chính phủ Nhân dân thành phố Thiên Tân, tương đương với Tỉnh trưởng Chính phủ Nhân dân. Cơ quan Đảng tại Thiên Tân là Thành ủy Thiên Tân, lãnh đạo bởi Bí thư Thành ủy thành phố Thiên Tân, tương đương với Bí thư Tỉnh ủy. Bí thư Thành ủy thành phố Thiên Tân là lãnh đạo Thiên Tân tối cao, Thị trưởng Chính phủ Nhân dân thành phố Thiên Tân là chức vụ ở vị trí thứ hai.

## Nhân khẩu
Vào cuối năm 2009, dân số của thành phố Thiên Tân là 12.280.000, trong đó 9.800.000 là thường trú. Trong số cư dân sinh sống lâu dài của Thiên Tân, 5,99 triệu người ở thành thị, và 3,81 triệu người ở nông thôn. Thiên Tân gần đây đã chuyển sang tăng trưởng dân số nhanh, với dân số đạt 14,72 triệu vào năm 2013.
| Các nhóm dân tộc ở Thiên Tân, theo điều tra dân số năm 2000 | Các nhóm dân tộc ở Thiên Tân, theo điều tra dân số năm 2000 | Các nhóm dân tộc ở Thiên Tân, theo điều tra dân số năm 2000 |
| Các dân tộc ở Thiên Tân                                     | Dân số                                                      | Phần trăm                                                   |
| ----------------------------------------------------------- | ----------------------------------------------------------- | ----------------------------------------------------------- |
| Hán                                                         | 9.581.775                                                   | 97,29%                                                      |
| Hồi                                                         | 172.357                                                     | 1,75%                                                       |
| Mãn                                                         | 56.548                                                      | 0,57%                                                       |
| Mông Cổ                                                     | 11.331                                                      | 0,12%                                                       |
| Triều Tiên                                                  | 11.041                                                      | 0,11%                                                       |
| Tráng                                                       | 4.055                                                       | 0,041%                                                      |
| Thổ Gia                                                     | 3.677                                                       | 0,037%                                                      |

Khu đô thị bao gồm khu vực đô thị được ước tính bởi Tổ chức Hợp tác và Phát triển Kinh tế của OECD, tính đến năm 2010, dân số 15,4 triệu người.
Phần lớn cư dân Thiên Tân là người Hán. Ngoài ra còn có 51 trong số 55 nhóm dân tộc thiểu số Trung Quốc sống ở Thiên Tân. Các dân tộc thiểu số bao gồm người Hồi, người Triều Tiên, người Mãn, và người Mông Cổ.

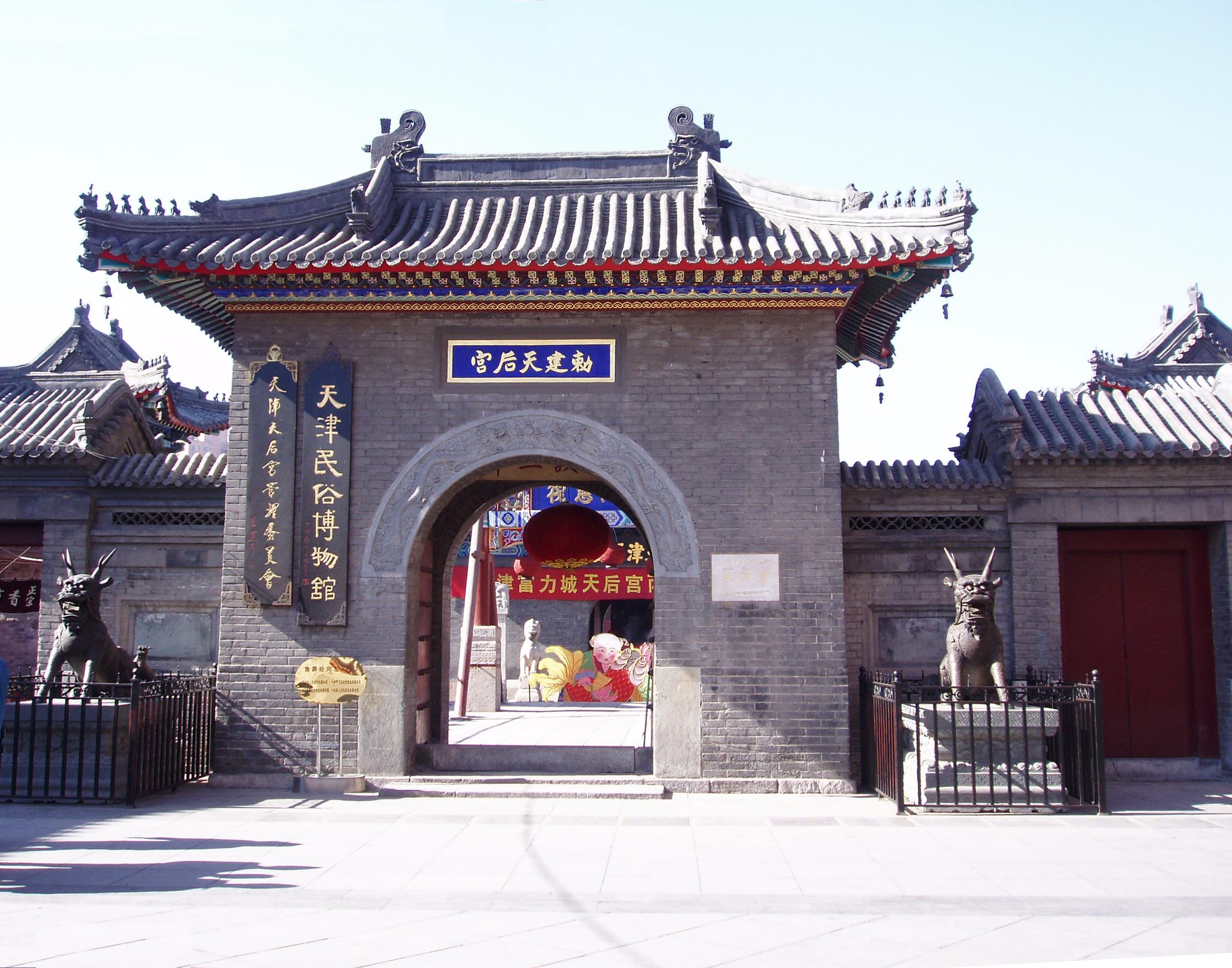
Đền thờ Thiên Hậu Thánh mẫu ở Thiên Tân

### Tôn giáo
Cư dân Thiên Tân tin vào các tôn giáo bản địa như nữ thần Thiên Hậu Thánh mẫu. Ngoài ra, Thiên Tân còn có một ngôi đền Phật giáo từ bi vĩ đại, một nhà thờ Công giáo St. Joseph (Nhà thờ Laoxikai), một nhà thờ Công giáo Đức Mẹ chiến thắng (Nhà thờ Wanghailou). Thành phố cũng có một giáo phận Công giáo La Mã. Theo khảo sát xã hội chung của Trung Quốc năm 2009, Kitô hữu chiếm 1,51% dân số thành phố. Thiên Tân được mô tả là một "trung tâm" của Hồi giáo ở Trung Quốc. Theo truyền thống, Tây Bắc Thiên Tân là vị trí khu phố Hồi giáo của thành phố, nơi họ đã sinh sống hàng thế kỷ gần nhà thờ hồi giáo Qingzhen si, được thành lập vào năm 1703. Các nhà thờ Hồi giáo khác bao gồm nhà thờ hồi giáo Dahuoxiang.

## Kinh tế
GDP của Thiên Tân đạt 1.572 tỷ NDT vào năm 2014, tăng 10,0% so với năm 2013. Thành phố Thiên Tân ghi nhận mức GDP bình quân đầu người cao nhất của Trung Quốc với 17.126 USD, tiếp theo là Bắc Kinh với 16.278 USD và Thượng Hải với 15.847 USD.
Đô thị này đã ghi nhận mức tăng GDP 16,5% trong năm 2009, chỉ đứng sau mức tăng trưởng 16,9% ở Mông Cổ giàu tài nguyên và gần gấp đôi tốc độ tăng trưởng quốc gia. Trong ngắn hạn, chi tiêu cơ sở hạ tầng sẽ làm phao nền kinh tế của Thiên Tân. Có nhiều dự án đang triển khai để mở rộng hệ thống tàu điện ngầm và cải thiện đường nối và đường sắt với thủ đô quốc gia Bắc Kinh ở gần đó.
Mặc dù cuộc khủng hoảng tài chính quốc tế lan rộng nhanh chóng và tốc độ tăng trưởng kinh tế thế giới đang chậm lại, nhưng nền kinh tế của Thiên Tân vẫn duy trì ở tốc độ ổn định và tăng trưởng nhanh. Trong năm 2008, tổng giá trị sản lượng của Thiên Tân là RMB 635.438 tỷ đồng, tăng 16.5%, nói RMB 130.398 tỷ tăng so với năm ngoái, lần đầu tiên với mức tăng hơn 100 tỷ RMB. Tổng giá trị sản lượng bình quân đầu người ở Thiên Tân là US $ 7,800, gần mức trung bình của các nước phát triển. Thiên Tân đã nhận được khoản đầu tư nước ngoài trực tiếp ký kết lên đến 13.256 tỉ đô la, tăng 15.1%, và vốn đóng góp thực tế là 7.420 đô la, tăng 40,6% so với năm ngoái. Cho đến nay Thiên Tân đã có 21.048 công ty có vốn đầu tư nước ngoài, với số vốn đầu tư nước ngoài tích lũy là 47,2 tỷ đô la.
Đồng thời, Thiên Tân đang tích cực phát triển cải cách tài chính và đổi mới. Ngân hàng Trung Quốc Bohai, ngân hàng thương mại quốc gia đầu tiên bị hạn chế bởi các cổ phiếu có trụ sở chính tại Thiên Tân, đã thành lập sáu chi nhánh và 14 văn phòng mở cửa cho công chúng vào cuối năm 2008. Trong tháng 3 năm 2008, (OTC) được thành lập tại Thiên Tân sau khi được Hội đồng Nhà nước thông qua. Thiên Tân đã trở thành thành phố thí điểm với nhiều quỹ đầu tư công nghiệp nhất tại Trung Quốc. Diễn đàn Tài chính Cá nhân Quốc gia Trung Quốc được tổ chức tại Thiên Tân một lần nữa, với khoảng 500 công ty đầu tư và các tổ chức tài chính tư nhân cũng như khoảng 2.000 doanh nghiệp đang phát triển liên quan đến việc lưu thông vốn toàn cầu thông qua Capital Connection ở Thiên Tân. Được hỗ trợ bởi sự trao đổi hàng hóa thực tế mạnh mẽ, Thiên Tân có sự phát triển của ngành công nghiệp tương lai như một phần quan trọng trong cải cách và đổi mới tài chính. Vào tháng 7 năm 2008, Công ty môi giới hàng hóa Yide Futures đã chuyển trụ sở chính lên Thiên Tân. Dự án Tài chính Thiên Tân, Đường Bắc Jiefang làm trục của nó, đã được bắt đầu. Nó sẽ được xây dựng thành một khu vực dịch vụ tài chính mở và trí tuệ toàn diện trong vòng 10 năm.
Thiên Tân đang chuyển đổi thành một thành phố trung tâm cho vận chuyển quốc tế và hậu cần, sản xuất hiện đại và nghiên cứu và phát triển. GDP danh nghĩa của Thiên Tân đã tăng 2,8 lần từ 184 tỷ nhân dân tệ năm 2001 lên 505 tỷ nhân dân tệ năm 2007. Ngành công nghiệp trụ cột của Thiên Tân là công nghệ thông tin điện tử, ô tô, công nghệ sinh học và dược phẩm, luyện kim và hóa dầu. Khu vực ven biển mới, bao gồm Cảng Thiên Tân, Khu phát triển Công nghệ và Kinh tế Thiên Tân và Khu vực Bondjin Thiên Tân, đã thu hút được nhiều doanh nghiệp nổi tiếng thế giới như Motorola, Toyota và Samsung. Toàn cầu hoá và mở cửa nền kinh tế với phần còn lại của thế giới đã mang lại những lợi ích đáng kể cho sự phát triển kinh tế của Thiên Tân.
Doanh thu từ tài chính của Thiên Tân đã tăng gấp ba lần từ 16 tỷ RMB năm 2001 lên 54 tỷ RMB năm 2007. Khi doanh thu tăng, chi cho khoa học và công nghệ, giáo dục, văn hoá, y tế và thể thao cũng tăng theo, đạt 10 tỷ RMB 2004, chiếm 30,7% chi tiêu tài chính của thành phố. Doanh thu cũng đã được sử dụng trong xây dựng cơ sở hạ tầng như đường mới, cầu mới và nhà thương mại. Một trong những mục tiêu phát triển của Kế hoạch 5 năm lần thứ 11 là có doanh thu tài chính tăng trưởng 16% mỗi năm.
Tổng đầu tư vào tài sản cố định tại Thiên Tân đã tăng từ 62 tỷ RMB năm 2001 lên 239 tỷ nhân dân tệ năm 2007, tăng 3,9 lần so với thời gian 6 năm. Thiên Tân đã xây dựng được lợi thế cạnh tranh trong lĩnh vực đầu tư như: dịch vụ vận tải cảng thuận tiện, thị trường mở, dịch vụ hậu cần tiên tiến, các chính sách ưu đãi quyến rũ và có các dịch vụ của chính phủ hiệu quả. Đến cuối năm 2004, hơn 118 quốc gia và khu vực đã đầu tư vào Thiên Tân, thành lập khoảng 16.000 doanh nghiệp. Hiện tại, Thiên Tân đang phát triển thành một thành phố sinh thái, do đó mang lại nhiều triển vọng cho đầu tư vào tài sản cố định trong các khoảng thời gian tiếp theo.
Năm 2018, Thiên Tân là đơn vị hành chính (gồm 04 thành phố trực thuộc trung ương, 22 tỉnh, 05 khu tự tri dân tộc và 02 đặc khu hành chính) đông thứ hai mươi bảy về số dân, đứng thứ mười chín về kinh tế Trung Quốc với 15,5 triệu dân, tương đương với Somalia và GDP đạt 1.881 tỉ NDT (284,2 tỉ USD) tương ứng với Bangladesh. Thiên Tân có chỉ số GDP đầu người đứng thứ năm Trung Quốc, sau Hồng Kông, Ma Cao, Bắc Kinh, Thượng Hải, đạt 120.711 NDT (tương đương 18.241 USD).

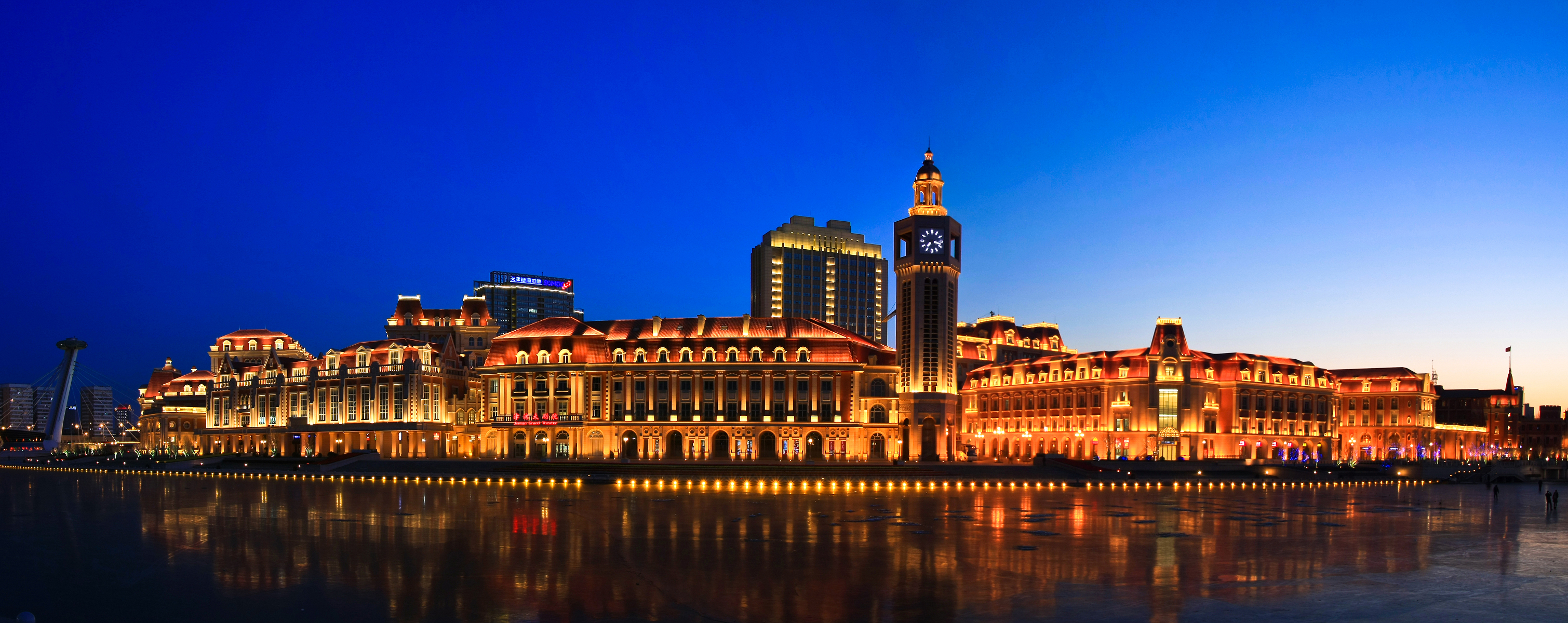
Quảng trường Thiên Tân

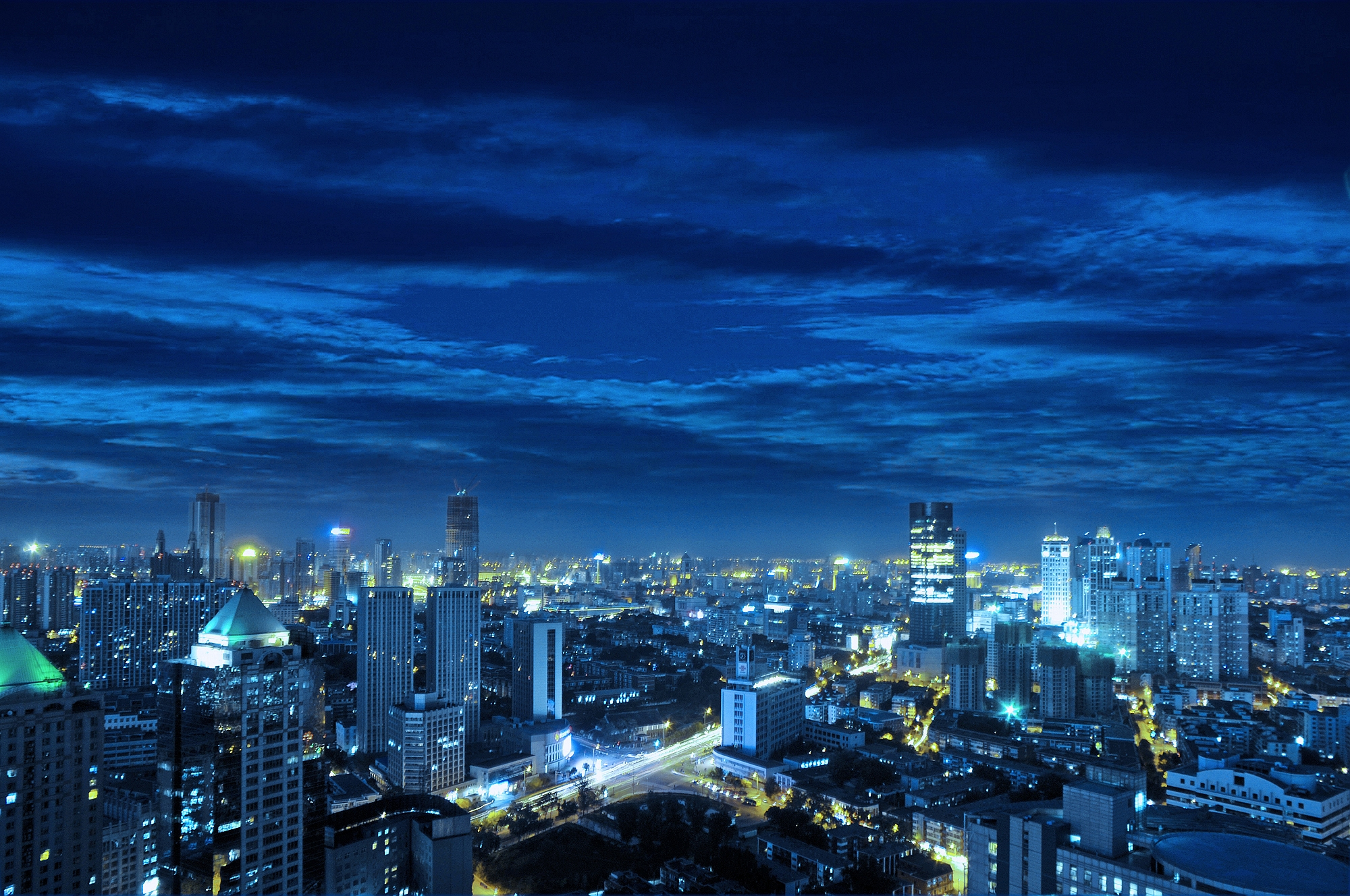
Skyline Thiên Tân 2009
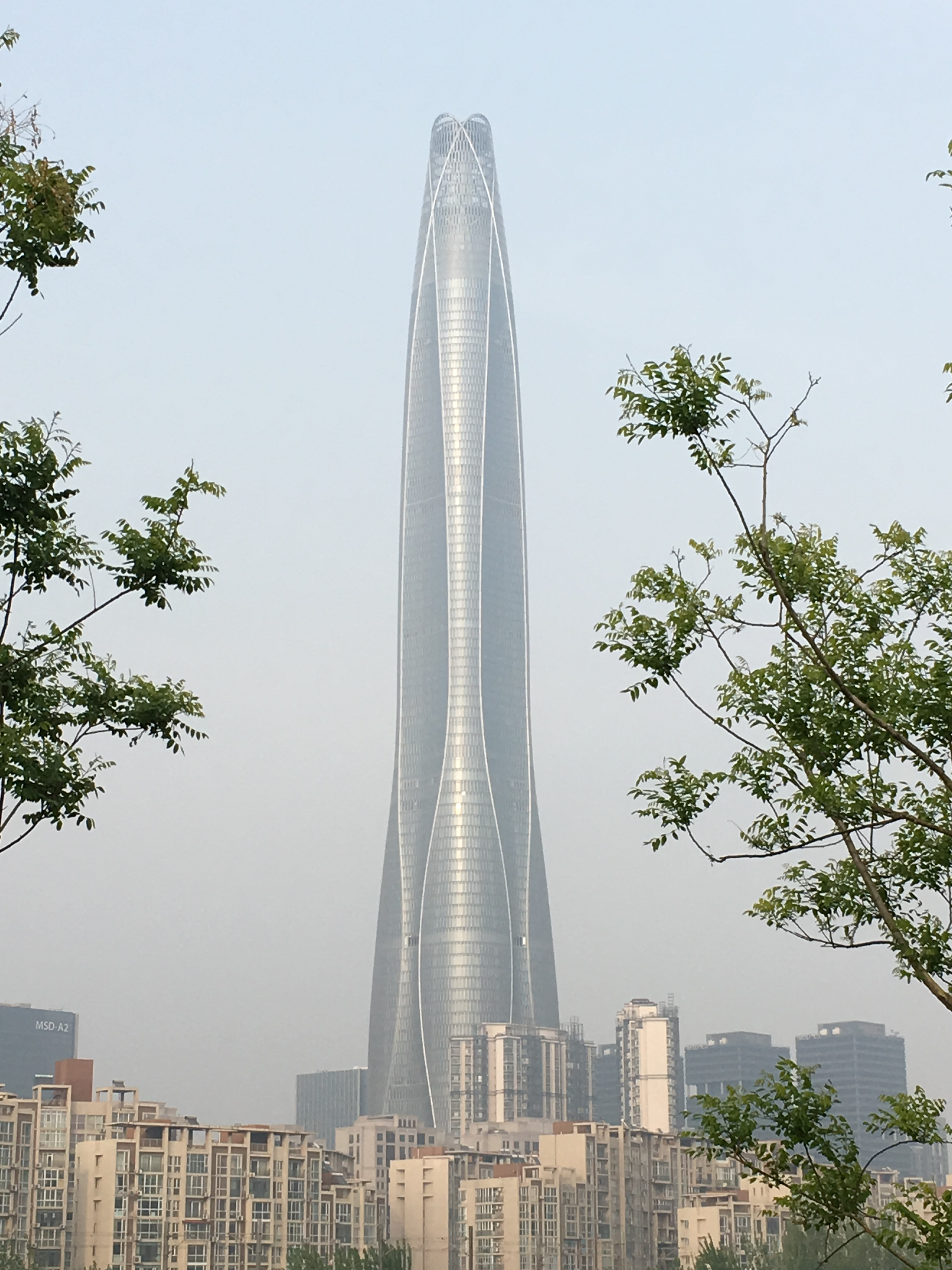
Thiên Tân CTF Centre (530 mét)
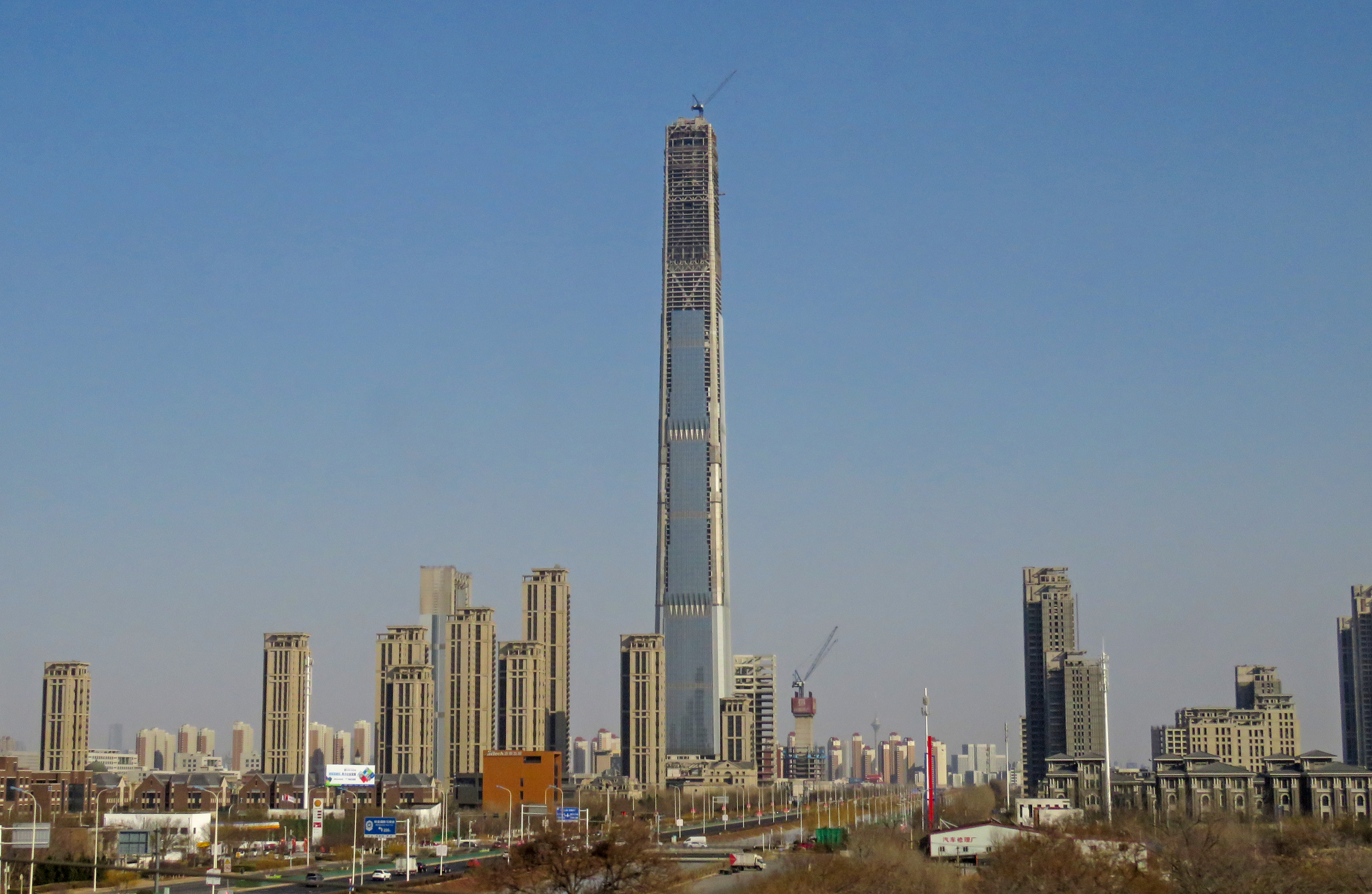
Goldin 117 (596,6 mét) (2018)
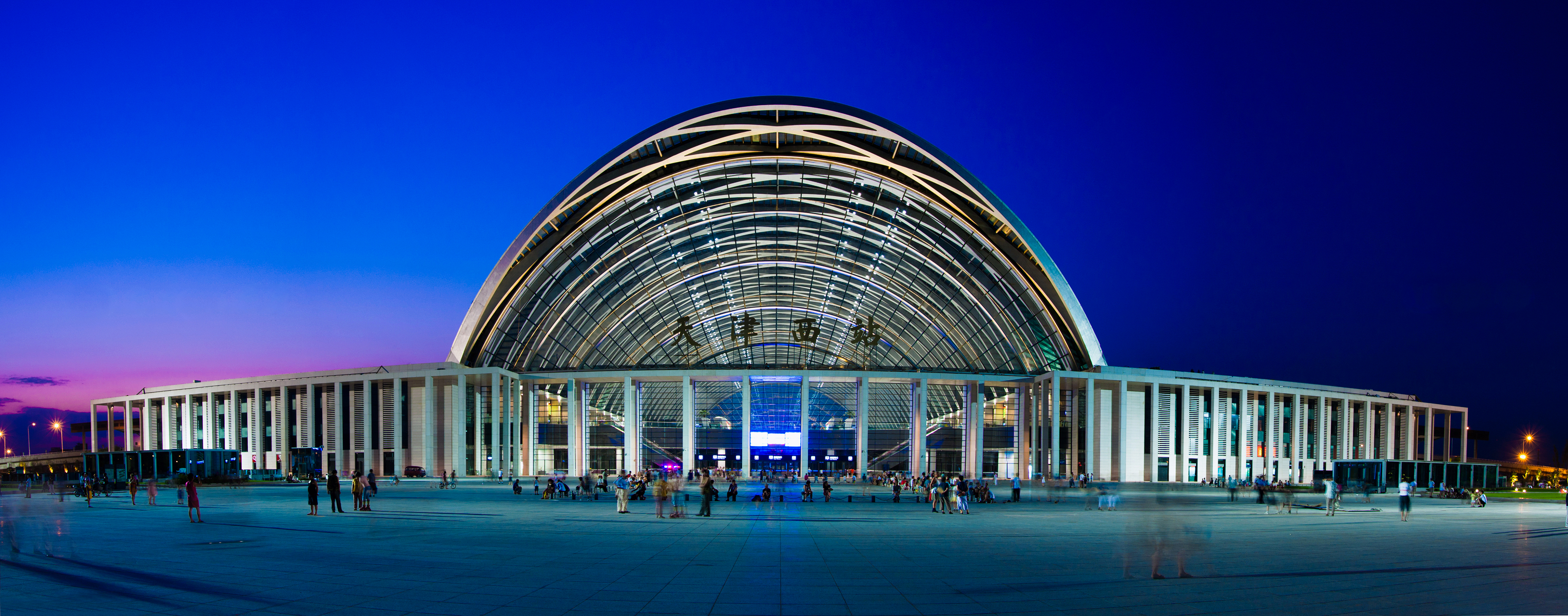
Ga Tây Thiên Tân
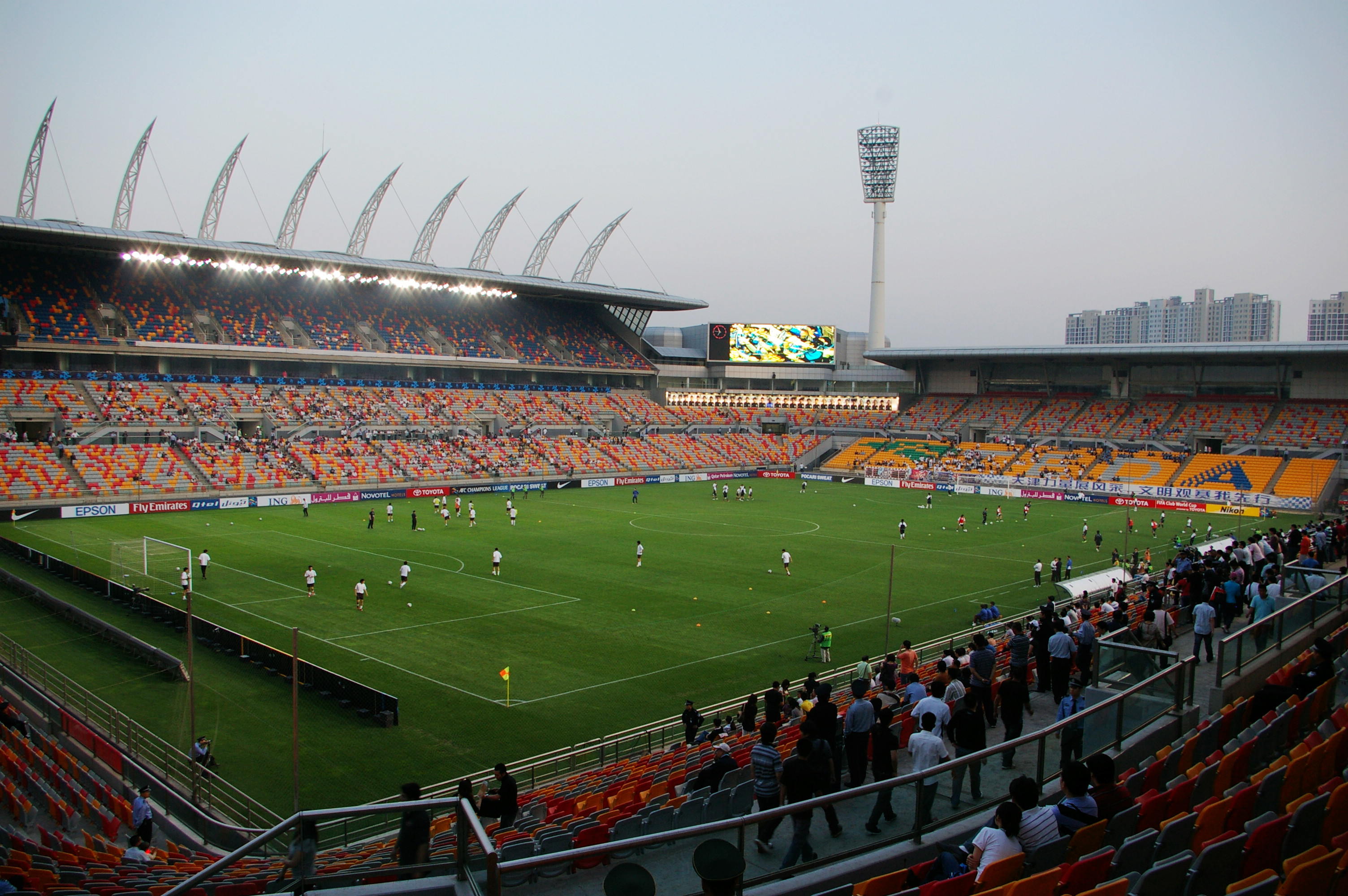
Sân vận động bóng đá TEDA

## Du lịch

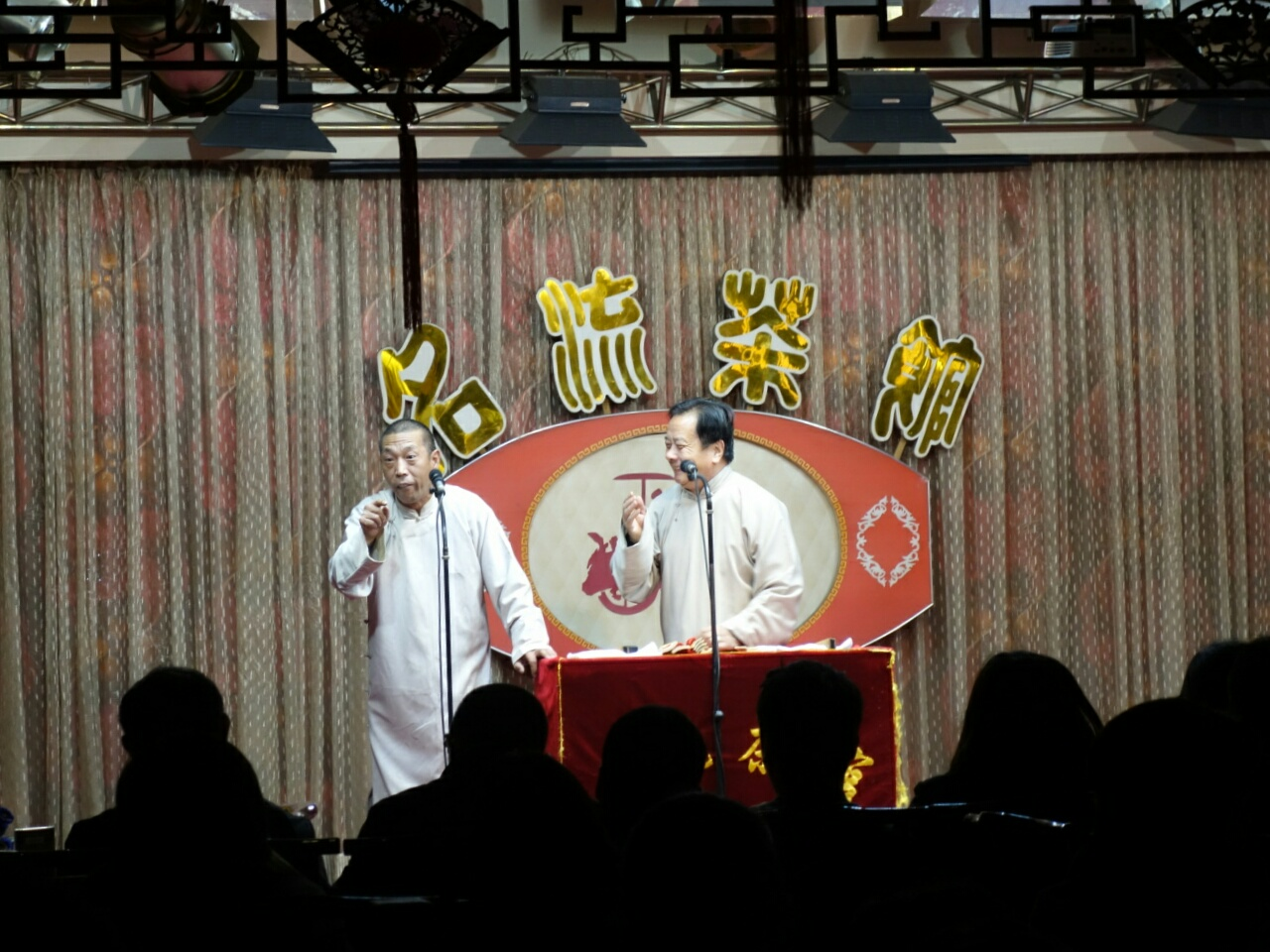
Kịch câm ở Thiên Tân

Thành phố có nhiều điểm tham quan; đường phố của nó - một sự kết hợp của kiến trúc châu Âu vào thế kỷ thứ mười chín và đầu thế kỷ 20, xếp chồng lên nhau bằng các khối đá bê tông và thủy tinh của Trung Quốc đương đại - là điểm thu hút nhất của nó. Mặc dù những đường viền rộng của thành phố đang được xây dựng lại, phần lớn các kiến trúc thuộc địa đã được đặt dưới sự bảo hộ, và những cơ hội mua sắm, đặc biệt đối với đồ cổ, chỉ là về biện minh cho một chuyến đi trong ngày từ thủ đô, một tiếng đồng hồ đi bằng tàu hỏa.
Vào thế kỷ thứ mười chín, thành phố cảng đã thu hút sự chú ý của các cường quốc phương Tây đi biển, người đã sử dụng việc lên tàu của một chiếc tàu Anh bởi quân đội Trung Quốc như một cái cớ để tuyên chiến. Với pháo hạm nổi vũ trang, họ đã yên tâm về chiến thắng, và Hiệp ước Thiên Tân, đã ký vào năm 1856, đã đưa ra những người châu Âu quyền thành lập chín căn cứ ưu đãi trên đất liền, từ đó họ có thể tiến hành thương mại và bán thuốc phiện. Những nhượng bộ này, dọc theo bờ sông Hải, là những thế giới tưởng tượng Châu Âu khép kín: các lâu đài và cao ốc trang trí thanh lịch của Pháp, trong khi Đức xây những biệt thự Bavarian đỏ lát. Căng thẳng giữa người dân bản địa và người nước ngoài đã phát nổ trong Incident Thiên Tân của năm 1870, khi một đám đông Trung Quốc đã tấn công một trại trẻ mồ côi Pháp-run, và một lần nữa trong cuộc nổi dậy Boxer vào năm 1900, sau đó người nước ngoài chững những bức tường xung quanh thành phố cổ của Trung Quốc để cho phép họ để mắt đến cư dân của mình.
Mạng lưới đường bộ của các đường phố được chuyển nhượng ở phía nam và phía tây của ga tàu trung tâm và phía nam sông Hải hiện đang là khu vực quan tâm nhất đối với du khách. Không thể nhầm lẫn là những lâu đài của sự nhượng bộ của Pháp, giờ đây tạo thành khu trung tâm thành phố nằm ở phía nam sông, và những căn biệt thự kiêu căng mà người Anh xây dựng ở phía đông của đây. Xa hơn nữa về phía đông, cũng ở phía Nam của con sông, kiến trúc của một quận không có gì đáng chú ý là có rải các công trình khắc nghiệt của Đức.

## Văn hóa

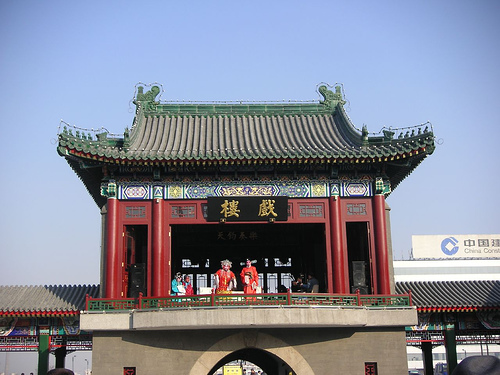
Một chương trình opera truyền thống ở Thiên Tân

Người dân Thiên Tân nói phương ngữ Thiên Tân của tiếng Quan Thoại. Mặc dù gần Bắc Kinh, phương ngữ Thiên Tân có vẻ khác hẳn với phương ngữ Bắc Kinh, nó tạo nền tảng cho Putonghua, ngôn ngữ chính thức của Cộng hòa Nhân dân Trung Hoa.
Giống Bắc Kinh, Thiên Tân cũng là nguồn gốc của kinh kịch, một trong những hình thức uy tín nhất của vở opera Trung Quốc.
Thiên Tân nổi tiếng với những bộ phim hài và hài kịch như Guo Degang và Ma Sanli. Ma Sanli (马三立) (1914-2003. Người Hồi, dân tộc và cư dân lâu năm ở Thiên Tân, nổi tiếng về hình xiangsheng (相声), hình thức giải trí Trung Quốc rất phổ biến tương tự như hài kịch. Ma Sanli đưa một số xiangsheng của mình bằng phương ngữ Thiên Tân. Thiên Tân, cùng với Bắc Kinh, là một trung tâm nghệ thuật của xiangsheng. Thương hiệu nổi tiếng của Thiên Tân nổi lên cũng bao gồm việc sử dụng các nhịp điệu nhịp nhàng "Kuaiban".
Yangliuqing (Green Willows), thị trấn cách thành phố Thiên Tân khoảng 15 km (9,3 mi) về phía tây, thuộc là quận Tây Thanh, nổi tiếng với các bức tranh sơn dầu màu sắc đầy màu sắc theo chủ đề Tết Trung Quốc. Thiên Tân cũng nổi tiếng với những bức tượng nhỏ bằng đất sét của Zhang, đó là một loại tượng nhỏ đầy màu sắc miêu tả nhiều nhân vật sống động và diều của Wei ở Thiên Tân, có thể gấp lại thành một phần nhỏ so với kích thước đầy đủ của chúng.
Vào ngày 28 tháng 9 năm 2015, trường Juilliard ở thành phố New York đã thông báo mở rộng thành Thiên Tân trong chuyến viếng thăm của đệ nhất phu nhân Trung Quốc, Bành Lệ Viện, cuộc thâm nhập toàn diện đầu tiên của tổ chức ở bên ngoài nước Mỹ, với kế hoạch cung cấp bằng thạc sĩ chương trình.

## Ẩm thực

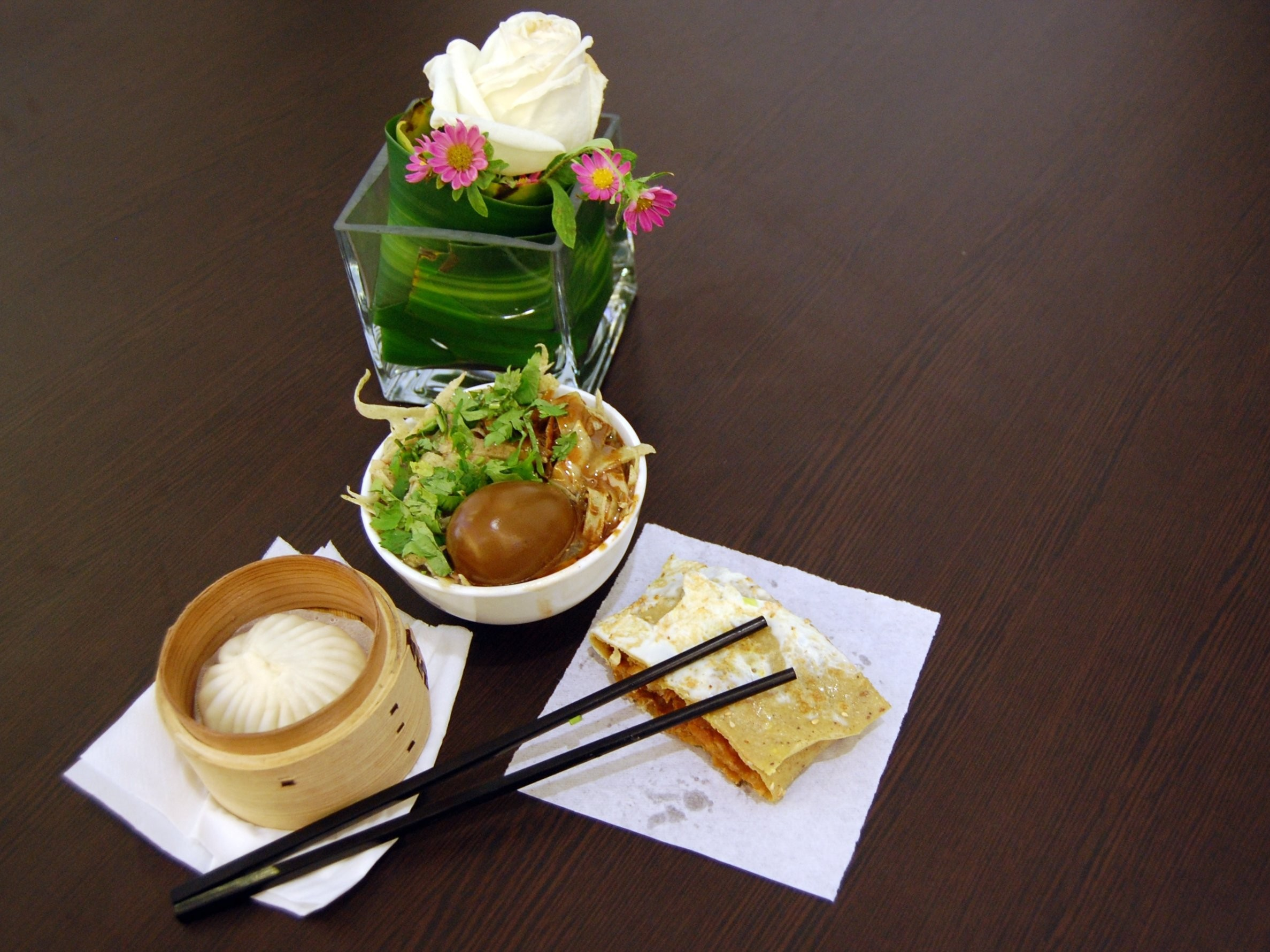
Một bữa ăn trưa truyền thống của Thiên Tân với bánh bao Goubuli

Ẩm thực Thiên Tân đặt trọng tâm vào hải sản, do Thiên Tân gần biển. Nó có thể được phân loại thành nhiều loại khác nhau, bao gồm các loại thô (Trung Quốc: 粗, pinyin: cū), mịn (giản thể Trung Quốc: 细, truyền thống Trung Quốc: 細, pinyin: xì), và cao (Trung Quốc: 高; pinyin: gāo). Các thực đơn nổi bật bao gồm Tám Bát Đại (Trung Hoa: 八 大碗, Bính âm: Bādà wǎn), kết hợp tám món thịt chủ yếu, và Bốn món ăn ngon (Trung Quốc: 四大 扒, pinyin: sì dà bā), thực sự đề cập đến rất nhiều món hầm, bao gồm thịt gà, vịt, hải sản, thịt bò, và thịt cừu.
Bốn món ngon của Thiên Tân bao gồm bánh bao Goubuli, Guifaxiang Shibajie Mahua (tiếng Trung: 十八 街 麻花, pinyin: shíbā jiē máhuā), Erduoyan Zhagao (tiếng Trung: 耳朵眼 炸糕, pinyin: erduoyǎn zhà gāo) và sủi cảo Maobuwen (tiếng Trung: 猫 不闻 饺子; bính âm: māo bù wén jiǎozi). Các món ăn nổi tiếng bao gồm thịt heo Caoji, thịt cừu Bazhen của Guanshengyuan, Luji Tangmian Zhagao, Baiji Shuijiao, Gaogan của Zhilanzhai, Guobacai của Dafulai, Subao của Shitoumenkan và hạt dẻ Xiaobao. Những món ăn nhẹ nổi tiếng này có ở phố Thực phẩm Nanshi, là một thẻ gọi điện thoại nổi tiếng của Thiên Tân về ẩm thực.

## Giao thông

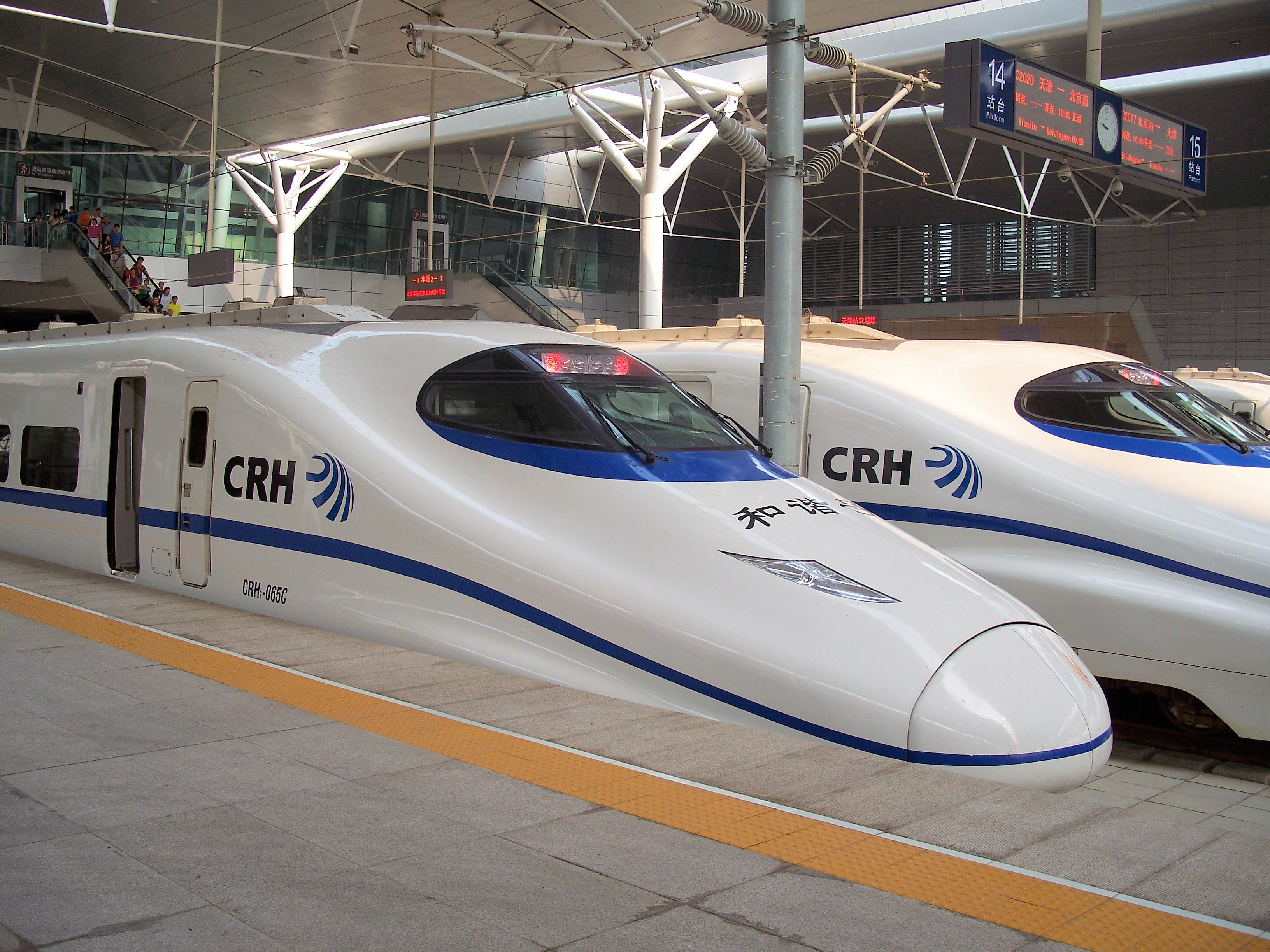
Tàu cao tốc Bắc kinh-Thiên Tân
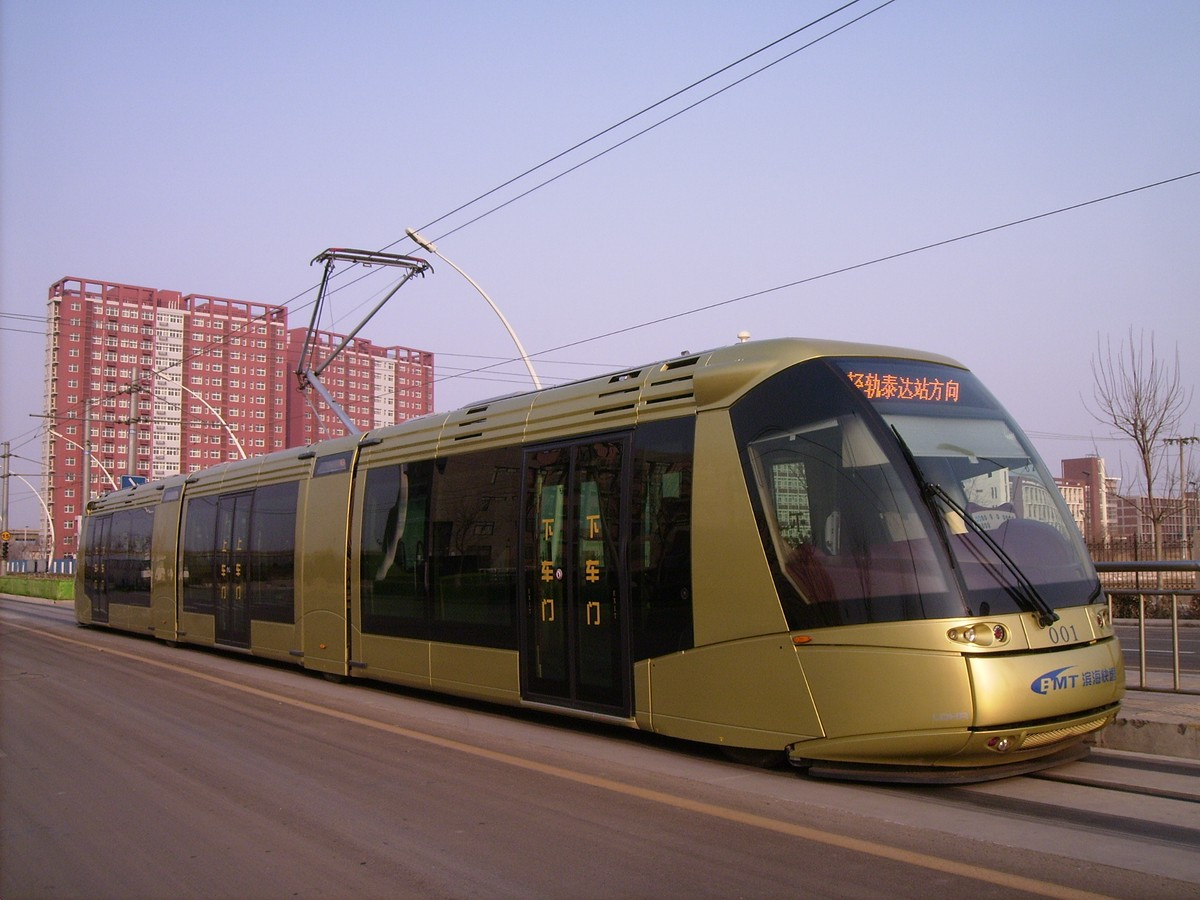
Xe điện ở Tân Hải, Thiên Tân
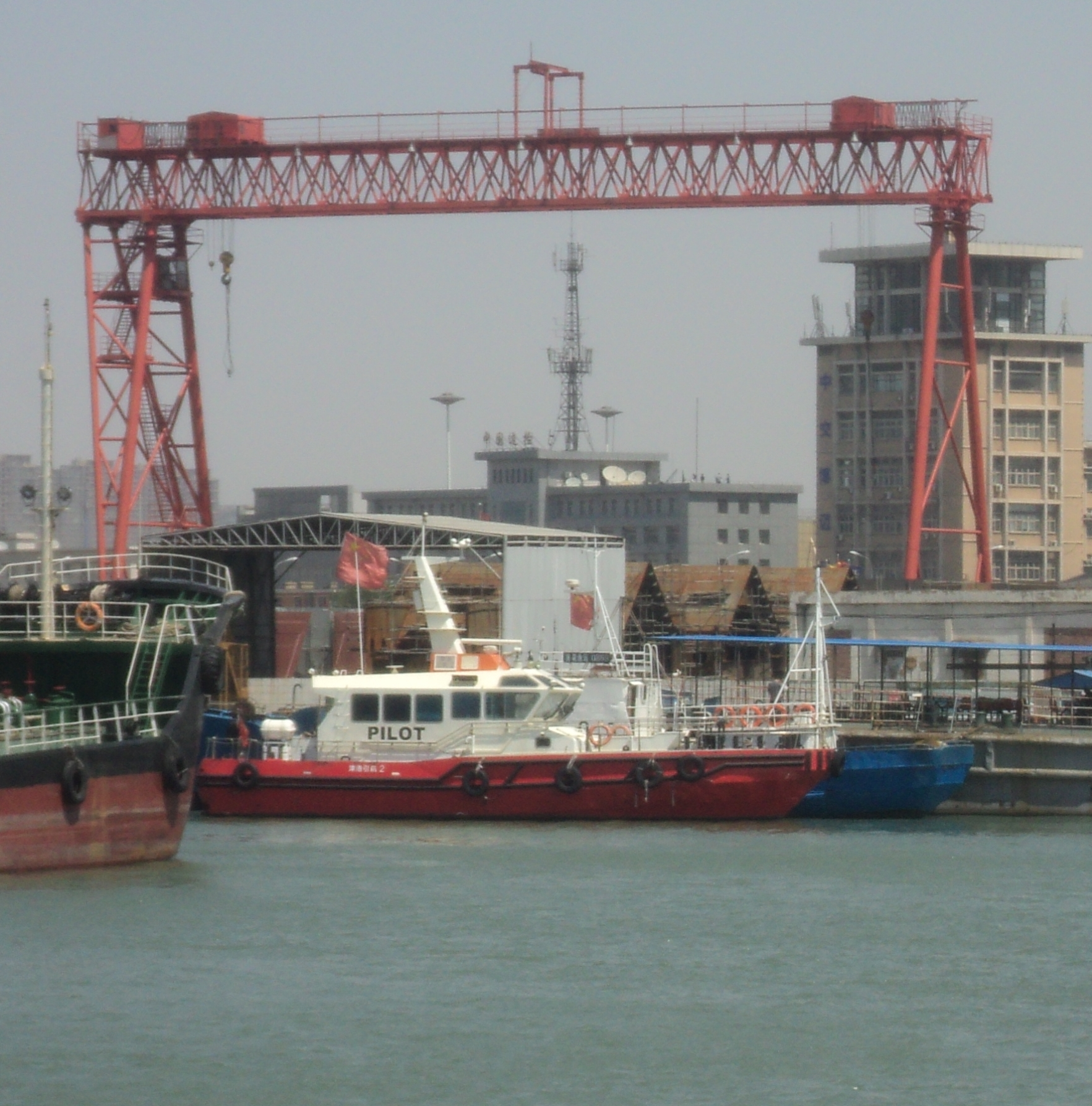
Cảng Thiên Tân
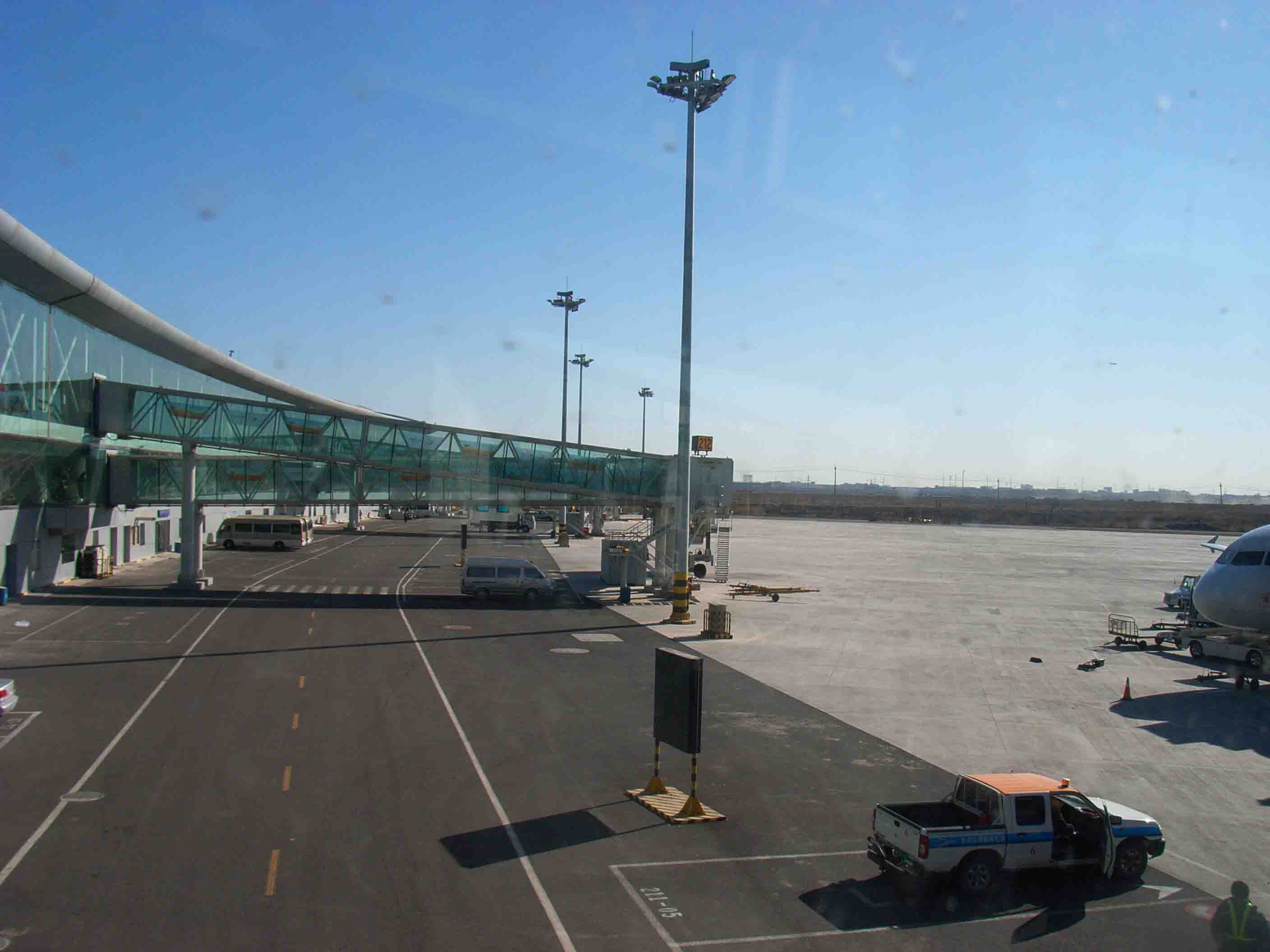
Sân bay quốc tế Tân Hải Thiên Tân

### Đường thủy
Cảng Thiên Tân là cảng hàng đầu thế giới và bến cảng nước sâu nhân tạo lớn nhất của Trung Quốc, và năng lực thông qua hàng thứ năm trên thế giới. Nằm trong Khu kinh tế Tân Hải, một khu kinh tế mới của Trung Quốc, bến cảng Thiên Tân là cảng ghé cảng du lịch quốc tế đi thăm khu vực rộng lớn hơn, bao gồm cả Bắc Kinh.

### Đường sắt

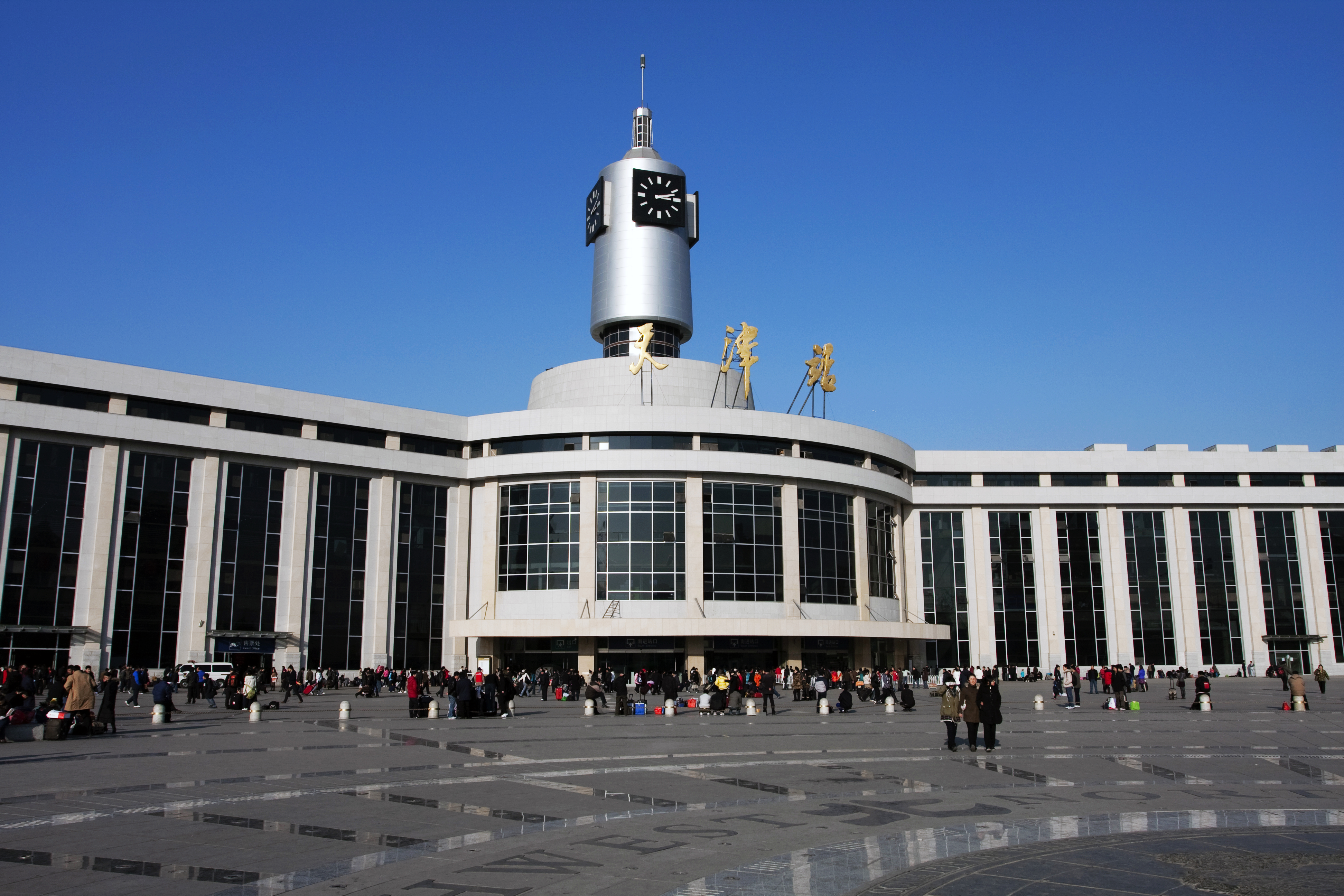
Ga xe lửa Thiên Tân

Có một số ga đường sắt trong thành phố, ga Thiên Tân là một trong những chính. Nó được xây dựng vào năm 1888. Trạm ban đầu được đặt tại Wangdaozhuang (tiếng Trung giản thể: 旺 道 庄, truyền thống Trung Quốc: 旺 道 莊, bính âm: Wàngdàozhuāng). Trạm này sau đó đã được chuyển đến Laolongtou (tiếng Hoa giản thể: 老 龙头, truyền thống Trung Quốc: 老 龍頭, bính âm: Lǎolóngtóu) trên bờ sông Hải Ân vào năm 1892, vì vậy trạm được đổi tên thành Ga Laolongtou. Trạm này được xây dựng lại từ đầu năm 1988. Công việc xây dựng lại bắt đầu vào ngày 15 tháng 4 năm 1987 và kết thúc vào ngày 1 tháng 10 năm 1988. Trạm Thiên Tân cũng được gọi là 'Trạm Đông', do vị trí địa lý. Vào tháng 1 năm 2007, nhà ga đã bắt đầu một dự án tái cơ cấu dài hạn để hiện đại hóa cơ sở này và là một phần của dự án trung tâm vận tải Thiên Tân lớn hơn bao gồm các tuyến tàu điện ngầm Tianjin 2, 3 và 9 cũng như tuyến đường sắt cao tốc Thiên Tân - Bắc Kinh.
Trạm đường sắt Tây Thiên Tân và Trạm Bắc Bắc Thiên Tân cũng là các ga đường sắt lớn ở Thiên Tân. Ngoài ra còn có ga Tanggu nằm trong khu vực cảng quan trọng của Quận Tanggu, Ga Binhai và Trạm Bắc Binhai nằm ở TEDA, phía bắc Tanggu. Có một số ga đường sắt khác trong thành phố không xử lý giao thông hành khách. Việc xây dựng tuyến đường sắt cao tốc Bắc Kinh - Thiên Tân bắt đầu vào ngày 4 tháng 7 năm 2005 và đã hoàn thành vào tháng 8 năm 2008.
Các tuyến đường sắt sau đi qua Thiên Tân:
- Đường sắt Jingshan, từ Bắc Kinh đến Shanhai Pass
- Đường sắt Jinpu, từ Tianjin đến Quận Pukou, Nam Kinh
- Đường sắt Jinji, từ khu đô thị Thiên Tân đến Quận Ji, Thiên Tân
- Đường sắt Jinba, từ Tianjin đến Bazhou, Hà Bắc

Các chuyến tàu liên thành phố giữa Bắc Kinh và Thiên Tân sẽ thông qua một hệ thống số mới: Cxxxx (C là viết tắt của InterCity). Số lượng tàu có khoảng từ C2001 ~ C2298:
- C2001 ~ C2198: Từ Trạm Bắc Nam đến Thiên Tân, không ngừng.
- C2201 ~ C2268: Từ Trạm Bắc Kinh Bắc đến Thiên Tân, dừng tại Trạm Wuqing (武清 站);
- C2271 ~ C2298: Từ Trạm Bắc Nam đến Trạm Yujiapu của Thiên Tân

Các chuyến tàu mới C chỉ mất 30 phút giữa Bắc Kinh và Thiên Tân, cắt giảm thời gian tàu D trước đó bằng hơn một nửa. Giá vé vào ngày 15 Tháng Tám 08 là 69 RMB cho ghế hạng nhất và 58 RMB cho ghế hạng hai.

### Xe điện
Khu vực bến cảng của Tân Hải / Teda của Thiên Tân có hệ thống xe điện cao tốc hiện đại cao, mệt mỏi, là tuyến đường xe điện đầu tiên ở Trung Quốc và Châu Á. Được xây dựng vào năm 2006, điều này đánh dấu sự trở lại của chiếc xe điện đến Thiên Tân, một lần có một mạng lưới xe điện có bánh xe bằng thép có tiêu chuẩn. Mạng lưới xe điện Thiên Tân ban đầu được xây dựng bởi một công ty của Bỉ vào năm 1904 và mở cửa vào năm 1906. Đây là hệ thống xe điện đầu tiên trên toàn thành phố Trung Quốc. Nó đóng cửa vào năm 1972.

### Metro
Thành phố này bao gồm hai hệ thống vận chuyển nhanh, Tàu điện ngầm Thiên Tân và Giao thông công cộng Tân Hải. Tuyến vận chuyển hàng loạt Tân Hải chạy giữa trung tâm thành phố Thiên Tân và TEDA (Khu vực phát triển kinh tế Thiên Tân) ở khu vực ven biển của Tân Hải. Chúng hiện đang được mở rộng dày đặc từ năm đến chín tuyến. Năm tuyến hiện đang hoạt động cả trong thành phố và khu vực Tân Hải. Tính đến tháng 10 năm 2016, toàn bộ mạng lưới của Tàu điện ngầm Thiên Tân và Tân Hải có 95 ga và 5 tuyến.
Công trình xây dựng trên Metro Thiên Tân bắt đầu vào ngày 4 tháng 7 năm 1970. Đây là tàu điện ngầm thứ hai được xây dựng ở Trung Quốc và bắt đầu dịch vụ vào năm 1984. Tổng chiều dài của đường đua là 7,4 km (5 dặm). Dịch vụ tàu điện ngầm đã bị đình chỉ vào ngày 9 tháng 10 năm 2001 để tái thiết. Tuyến ban đầu hiện là một phần của Tuyến 1 của hệ thống tàu điện ngầm mới. Nó đã được mở lại cho công chúng vào tháng 6 năm 2006. Đường đua được mở rộng tới 26.188 km (16.272 dặm) và có tổng cộng 22 trạm. Công việc xây dựng trên Tuyến 2 và Tuyến 3 đã hoàn thành vào năm 2012 và hai tuyến hiện đang hoạt động. Một số tuyến tàu điện ngầm mới được lên kế hoạch.
Có hai nhà khai thác vận chuyển nhanh chóng ở Thiên Tân:
- Tàu điện ngầm Thiên Tân, hiện đang hoạt động với 63 ga và bốn tuyến
- Hệ thống vận chuyển hàng loạt Tân Hải (BMT), hiện đang vận hành 33 trạm

### Đường không
Sân bay quốc tế Tân Hải Thiên Tân (ZBTJ) nằm ở quận Đông Lệ cách trung tâm thành phố khoảng 13 km (8 dặm). Thành phố này cũng sẽ được phục vụ bởi Sân bay Thủ Đô Bắc Kinh thứ hai ở Bắc Kinh, hiện đang được xây dựng và hoàn thành vào năm 2017.
Sân bay quốc tế Tân Hải Thiên Tân hiện có một nhà ga có diện tích 25.000 m2 (269.000 sq ft), một kho hàng hóa với diện tích 29.500 m2 (318.000 sq ft) và đường băng đo tổng cộng 3,6 km (2,2 dặm). Nó có một đường băng loại 4E, mà tất cả các loại máy bay lớn có thể cất cánh từ và đất an toàn trên. Sân bay quốc tế Tân Hải Thiên Tân có 59 tuyến bay, nối liền 48 thành phố, trong đó có 30 thành phố trong nước và 17 thành phố nước ngoài. Các hãng hàng không như Japan Airlines, All Nippon Airways, Korean Air, Asiana Airlines, Singapore Airlines Cargo và Martinair Holland đều có các chuyến bay đến sân bay này.

## Các trường đại học
- Đại học Nam Khai (南开大学)
- Đại học Thiên Tân (天津大学)
- Đại học Y khoa Thiên Tân (天津医科大学)

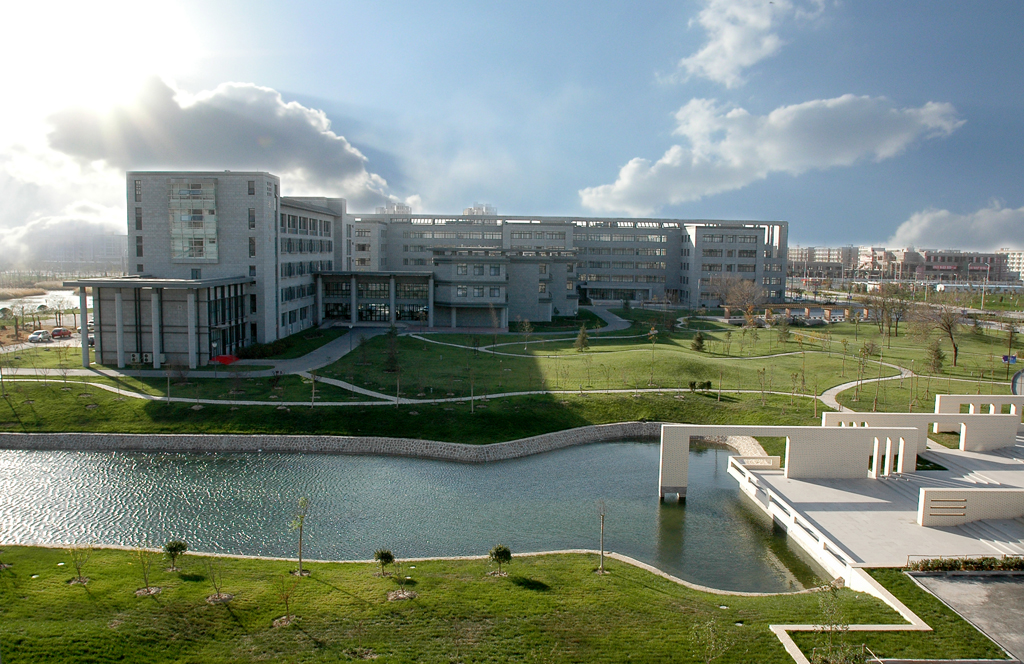
Đại học Sư phạm Thiên Tân

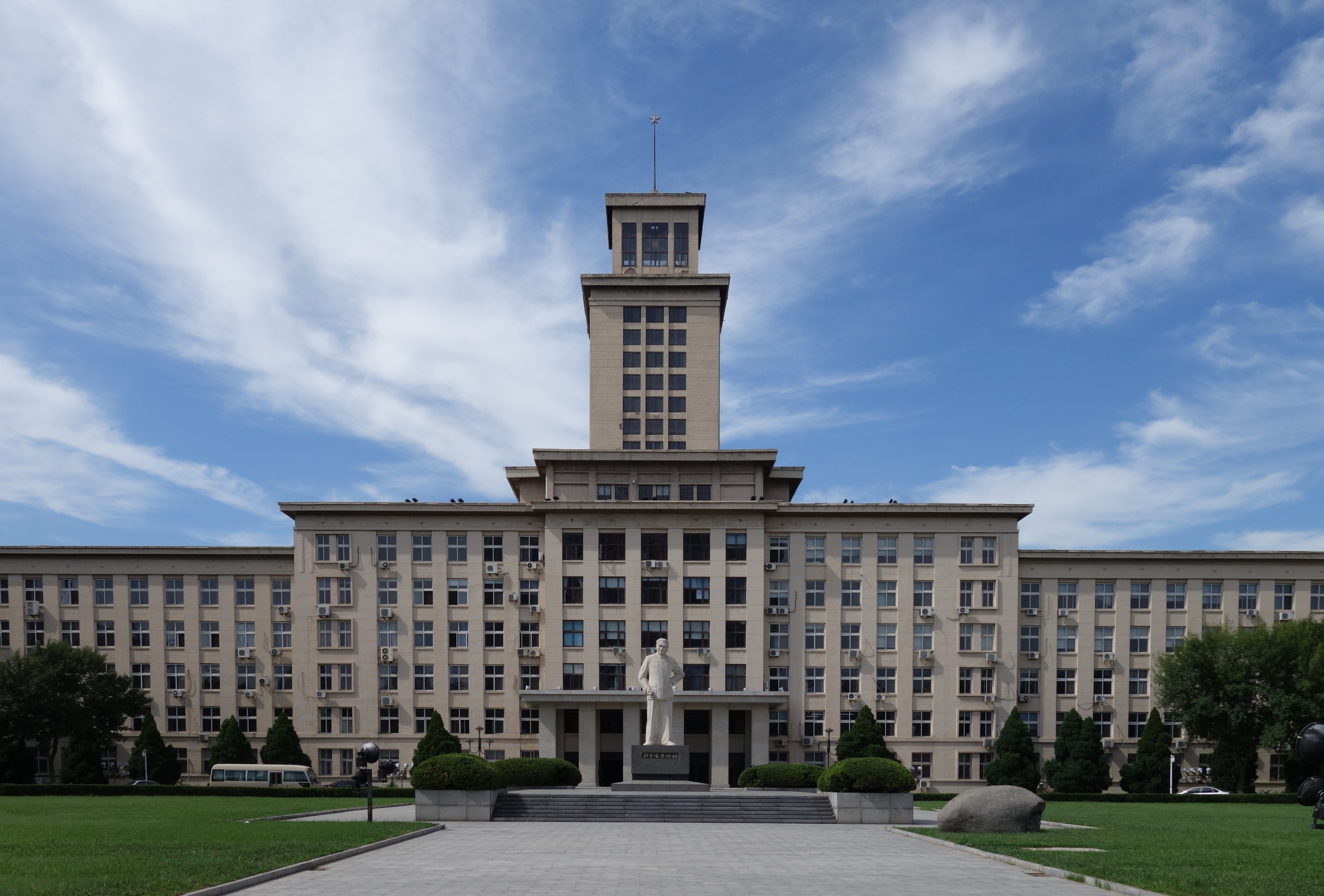
Đại học Nam Khai

- Đại học Sư phạm Thiên Tân (天津师范大学)
- Đại học Công nghiệp Thiên Tân (天津工业大学)
- Đại học Tài chính - Kinh tế Thiên Tân (天津财经大学)
- Đại học Khoa học - Kỹ thuật Thiên Tân (天津科技大学)
- Đại học Khoa học - Công nghệ Thiên Tân (天津理工大学)
- Đại học Thương nghiệp Thiên Tân (天津商业大学)
- Đại học Xây dựng Đô thị Thiên Tân (天津城建大学)
- Đại học Ngoại ngữ Thiên Tân (天津外国语大学)
- Đại Học Trung Y-Dược Thiên Tân (天津中医药大学)
- Đại học Sư phạm - Kỹ thuật Thiên Tân (天津职业技术师范大学)
- Học viện Âm nhạc Thiên Tân (天津音乐学院)
- Học viện Thể dục Thiên Tân (天津体育学院)
- Học viện Nông nghiệp Thiên Tân (天津农学院)
- Học viện Mỹ thuật Thiên Tân (天津美术学院)
- Đại học Hàng không Dân dụng Trung Quốc (中国民航大学)

## Thành phố kết nghĩa và đối tác
| Thành phố hữu nghị của Thiên Tân |
| Tính đến năm 2009 - Nhật Bản Kobe（1973） - Hoa Kỳ Fitchburg, Massachusetts（1980） - Hoa Kỳ Philadelphia（1980） - Hoa Kỳ Greenville（1980） - Israel Rishon LeZion(1980) - Úc Melbourne（1980） - Nhật Bản Yokkaichi（1980） - Bosna và Hercegovina Sarajevo（1981） - Pháp Nord-Pas-de-Calais（1984） - Ý Milano（1985） - Hà Lan Groningen（1985） - Nhật Bản Chiba（1986） - Gruzia Kutaisi（1987） - Bulgaria Plovdiv (tỉnh)（1989） - Thổ Nhĩ Kỳ İzmir（1991） - Bờ Biển Ngà Abidjan（1992） - Mông Cổ Ulaanbaatar（1992） - Ukraina Kharkiv（1993） - Ukraina Kiev （1993） - Thụy Điển Jönköping（1993） - Hàn Quốc Incheon（1993） - Ba Lan Łódź（1994） - Brasil Rio de Janeiro（1995） - Brasil Amazonas（1997） - Hoa Kỳ Dallas, Texas（1995） - Hoa Kỳ Clarence（1997） - Việt Nam Hải Phòng(1999） - Phần Lan Turku（2000） - Hy Lạp Thessaloniki（2002） - CHDCND Triều Tiên Nampho（2002） - Hoa Kỳ Hawaii（2002） - Indonesia Đông Java (2003) - Hoa Kỳ Chicago（2008） - Campuchia Phnôm Pênh（2008） - Hàn Quốc Busan（2009） - Hàn Quốc Seoul（2009） - New Zealand Wellington（2011） |